# Mèxic
|  | Per a altres significats, vegeu «Mèxic (desambiguació)». |

Mèxic (castellà: México o Méjico, nàhuatl: Mexko, yucatec: Meejiko, mixteca: Ñuu Koꞌyo; otomí: Mꞌonda, totonaca: Méjiko, huastec: Labtóm), oficialment els Estats Units Mexicans (castellà: Estados Unidos Mexicanos), és una república federal constitucional de l'Amèrica del Nord. Limita al nord amb els Estats Units d'Amèrica; al sud i a l'oest, amb l'oceà Pacífic; al sud-est, amb Guatemala, Belize i la mar Carib; i a l'est, amb el golf de Mèxic. Els Estats Units Mexicans són una federació de trenta-un estats i la ciutat de Mèxic, la qual és una de les àrees metropolitanes més poblades del món.
Amb una superfície al voltant dels 2 milions de quilòmetres quadrats, Mèxic constitueix el cinquè país més gran d'Amèrica i el catorzè més gran del món. Amb una població de 103 milions d'habitants, és l'onzè país més poblat del món, el país d'Amèrica amb més indígenes i el país castellanoparlant més poblat del món. Té 69 llengües nacionals, entre aquestes, castellà, mexicà, yucatec, mixteca, tzeltal, tzotzil, zapoteca, otomí, totonaca, mazateca i ch'ol.
El territori mexicà ha estat habitat des de fa més de 21.000 anys. Les àrees fèrtils del centre i sud van ser la llar de grans civilitzacions, com ara l'olmeca, la tolteca, la maia i l'asteca. Aquesta última va construir un gran imperi, la fi del qual va ser abrupta amb l'arribada dels espanyols que el van conquerir i hi van establir el virregnat de la Nova Espanya. El 1821 la Nova Espanya es va independitzar, i nasqué, així, Mèxic; i el 1824 es va constituir com a república federal. Els primers anys de la vida independent de Mèxic van estar marcats pels conflictes entre els conservadors i liberals, dues intervencions estrangeres i la pèrdua de més de la meitat del seu territori en mans dels estatunidencs. La Revolució mexicana, conflicte bèl·lic de 1910 a 1917, va produir una nova constitució social encara vigent. L'economia mexicana va experimentar una bonança fins a la caiguda abrupta dels preus del petroli durant la dècada de 1980. Mèxic va rebre un nombre important de refugiats de la Guerra Civil espanyola i de les dictadures de Llatinoamèrica. El Partit Revolucionari Institucional va dominar la vida política del país fins a l'any 1997. El 1993 Mèxic va ratificar el Tractat de Lliure Comerç d'Amèrica del Nord amb el Canadà i els Estats Units.
Tot i que presenta contrastos molt marcats de riquesa i pobresa, Mèxic és una potència regional de l'Amèrica Llatina. El 1994 es va convertir en el primer membre llatinoamericà de l'Organització per a la Cooperació i el Desenvolupament Econòmic (ODCE). Segons la classificació del Banc Mundial, Mèxic és un país de renda mitjana alta, amb el tretzè Producte interior brut més gran del món, després d'Espanya. El 2008 tenia la Renda Nacional Bruta per capita més elevada d'Amèrica Llatina en termes nominals i en paritat de poder adquisitiu, i un dels índexs de desenvolupament humà més elevats de la regió. La seva economia està molt lligada a l'economia dels seus socis de l'Àrea de Lliure Comerç d'Amèrica del Nord.

## Història

### Civilitzacions precolombines
El territori mexicà va ser descobert i habitat per grups de caçador-recol·lectors possiblement fa més de 30.000 anys. Restes de focs descoberts a la vall de Mèxic han estat datats amb carbó radioactiu del 21000 aC, i algunes eines de pedra s'han trobat a prop de les llars, cosa que indica la presència d'humans en aquella època. L'agricultura s'hi desenvolupà a prop del 9000 aC, tot i que el cultiu del blat de moro començà el 5000 aC. Les primeres mostres de terrisseria daten del 2500 aC, la qual cosa marca el començament de la civilització mesoamericana, ja que defineix l'establiment de societats sedentàries. Els grups del nord de Mèxic, la regió d'Aridoamèrica, continuaren subsistint per mitjà de la recol·lecció i la caça, mentre que al centre-sud de Mèxic, la regió de Mesoamèrica, amb el desenvolupament de l'agricultura, s'hi establiren societats complexes com la cultura olmeca.

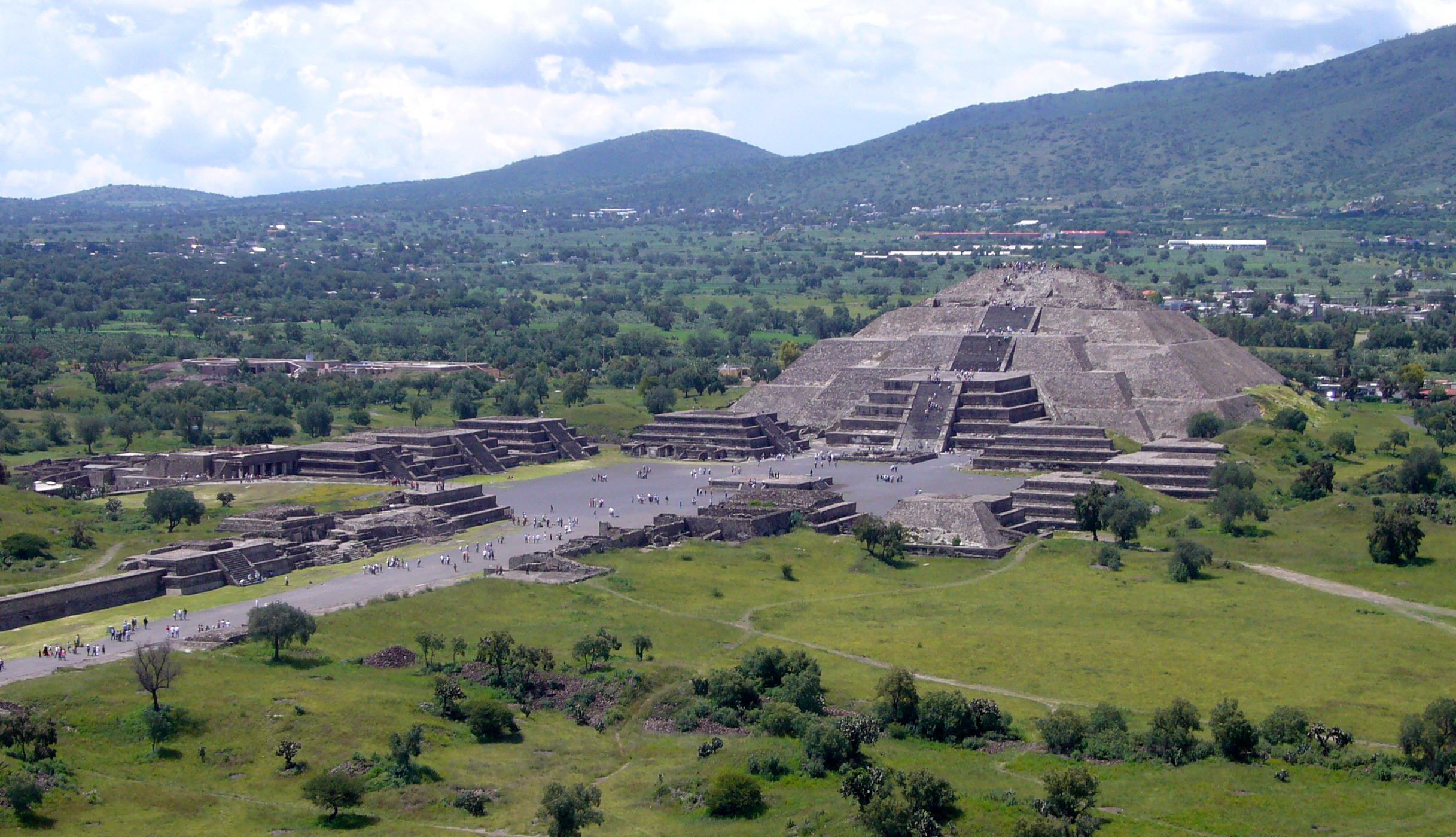
Teotihuacan, a estat de Mèxic (centre de Mèxic).

A Mesoamèrica també es desenvoluparen els sistemes d'irrigació que permetrien l'estratificació de les societats. El 100 dC, la ciutat de Teotihuacan es convertí en el centre urbà més important de la regió, i estengué la seva influència des del Nou Mèxic fins a Costa Rica. Amb una superfície de 20 quilòmetres quadrats, s'estima que la població era entre 125.000 i 200.000 habitants. Les ruïnes de la majestuosa ciutat inclouen la piràmide del Sol i la calçada dels Morts. Amb el pas dels segles, el territori perdé el seu poder, mentre que el món del Període Clàssic Mesoamericà començava a desintegrar-se. El 750 dC la ciutat fou cremada i el territori fou envaït per les tribus txitximeques del nord.

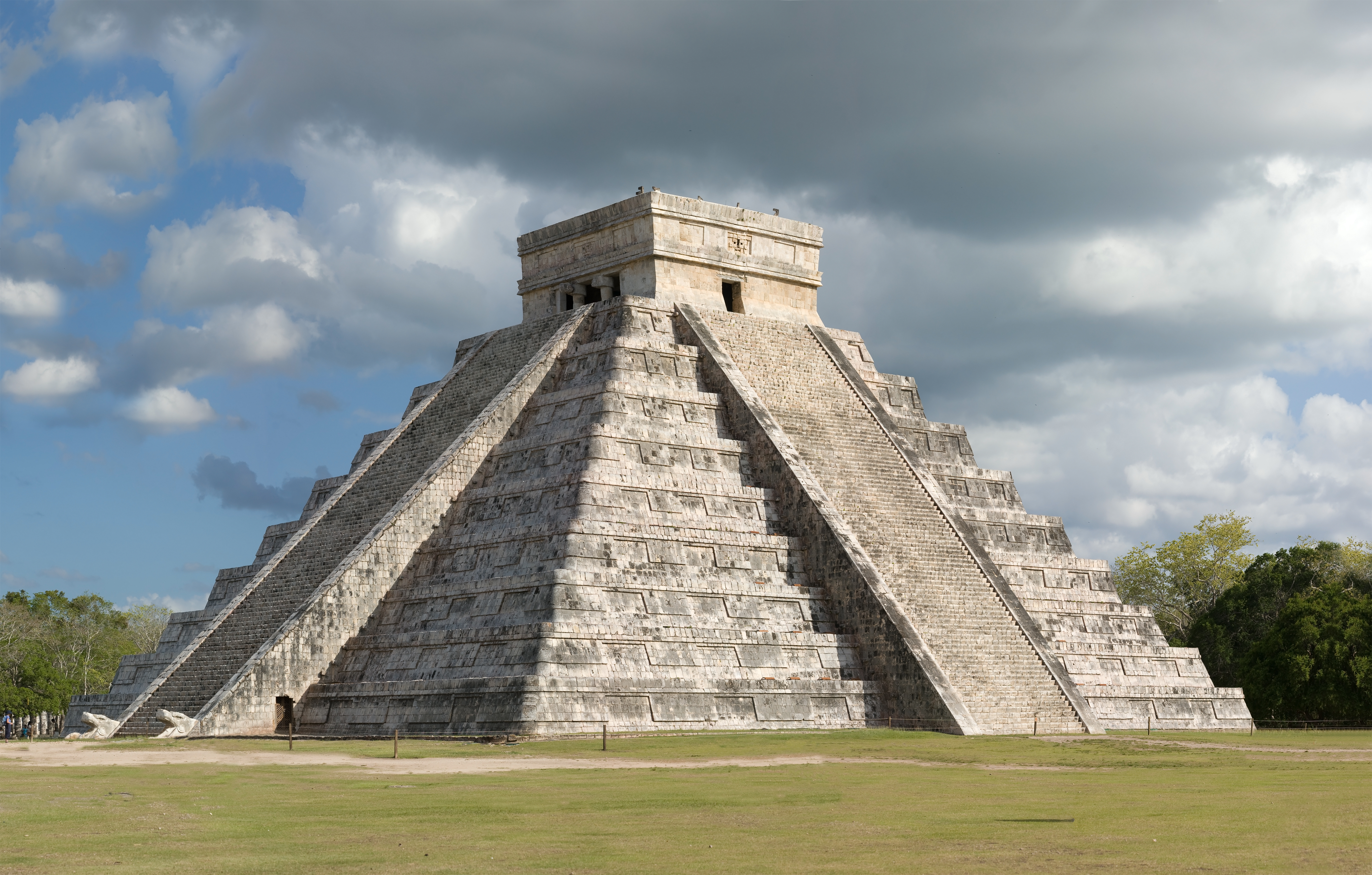
Chichén Itzá, a Yucatán (sud-est de Mèxic).

Durant els segles x i xi, el centre de Mèxic fou dominat per la civilització de Tollan-Xicocotitlan, més coneguda com a Tula, la capital dels tolteques. A Tula aparegueren els primers guerrers professionals organitzats en germandats que s'identificaven amb noms d'animals, com ara els guerrers àguila, els guerrers jaguar o els guerrers coiot. Hi ha proves que els tolteques practicaren els sacrificis humans. La ciutat establí vincles importants amb altres regions de Mesoamèrica, en especial amb la península del Yucatán, on es trobava la ciutat maia de Chichén Itzá. Els maies, per la seva banda, ja havien desenvolupat una poderosa civilització des del 100 aC, que arribaria al seu zenit entre el 600 i el 900 dC. Els maies bastiren majestuosos centres cerimonials que incloïen l'ús d'arcs de mènsula i la pintura de frescos, així com la construcció d'observatoris. Les tècniques agrícoles dels maies foren molt avançades, així com el seu coneixement matemàtic i astronòmic. Els astrònoms maies desenvoluparen el que seria el calendari més acurat del món d'aleshores.

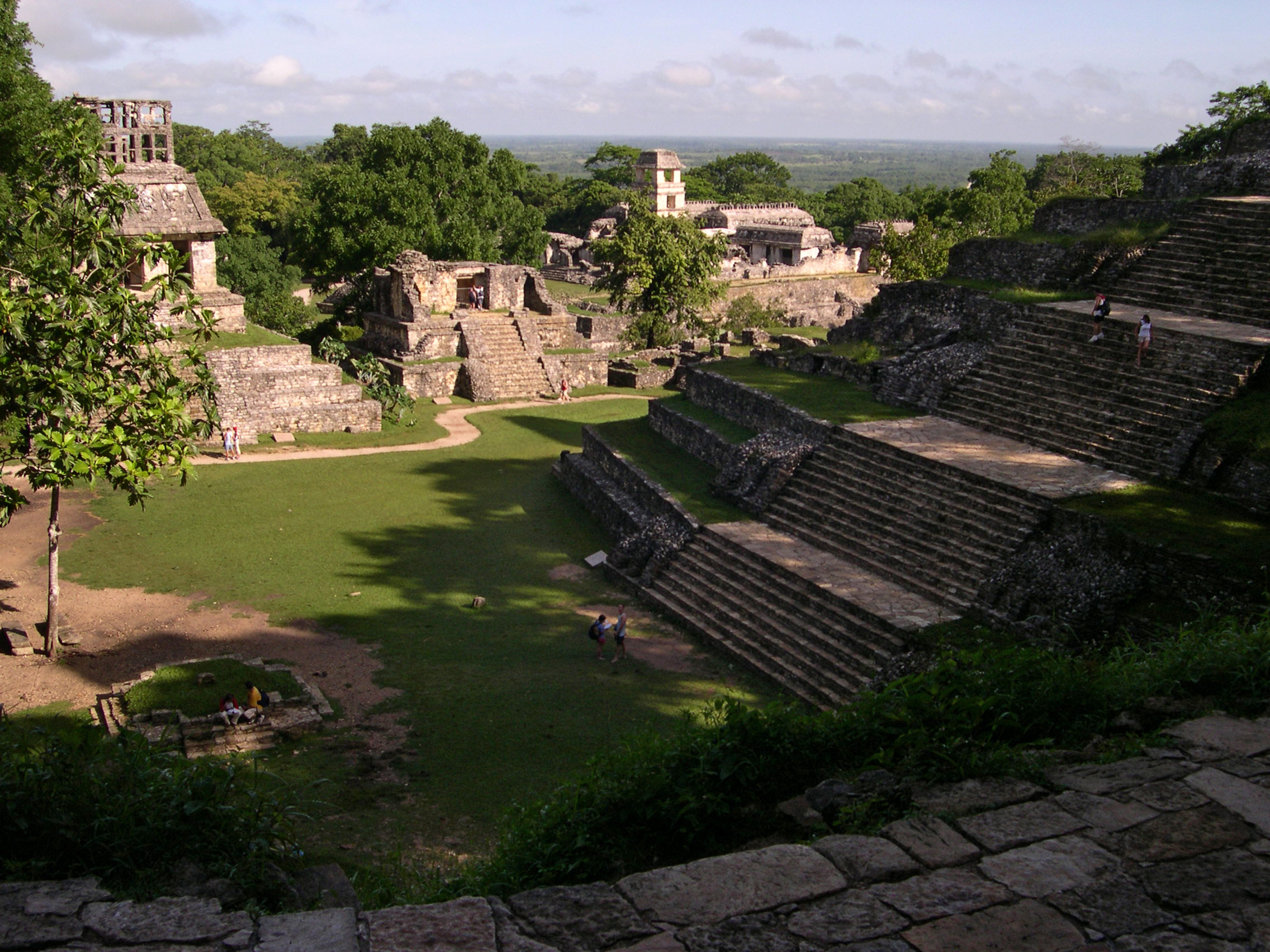
Ruïnes maies de Palenque, a Chiapas (sud-est de Mèxic).

Els mexiques, posteriorment coneguts com a asteques, foren l'última tribu nahua a emigrar del nord a Mesoamèrica. Després d'un llarg pelegrinatge, i segons la seva llegenda, guiats pel seu déu, Huitzilopochtli, fundaren el 1325 la ciutat de México-Tenochtitlán (avui dia la ciutat de Mèxic), sobre el lloc on havien trobat la imatge d'una àliga devorant una serp sobre un cactus —el senyal del seu déu—, imatge que es representa en la bandera de Mèxic. Els asteques s'aliaren amb els senyorius veïns de Texcoco i Tacuba, aliança que seria coneguda com la Triple Aliança. Posteriorment, conqueriren el centre de Mèxic, i el seu imperi s'estengué des de les costes del Pacífic de l'estat actual de Guerrero, part d'Oaxaca, fins al Soconusco, sobre la frontera de l'actual Guatemala. Només els purèpetxes, els tlaxcalteques i alguns senyorius mixteques romangueren independents del domini asteca. L'imperi asteca fou, principalment, un imperi tributari; l'administració de les regions conquerides era responsabilitat de la noblesa originària i local, que només havia de retre comptes —i els tributs— als governants de Tenochtitlan. La ciutat prosperà molt ràpidament, i amb una població de més de 200.000, es va convertir en una de les ciutats més poblades del món d'aleshores.
El final de l'imperi fou ràpid, abrupte i inesperat, i la regió patiria una transformació política i religiosa radical per l'arribada dels espanyols. Els conquistadors arribaren a les costes de Mèxic el 1519 i a poc a poc començaren a endinsar-se en el territori, a la recerca de la famosa Tenochtitlan i els rumors de l'abundància d'or i altres materials preciosos que hi trobarien. Les notícies de la seva arribada i moviment foren portades al huey tlatoani Moctezuma Xocoyotzin o Moctezuma II, que els convidà a visitar Tenochtitlan. Els asteques, sorpresos per les diferències físiques dels espanyols, pensaven que eren un poble enviat pel déu Quetzalcóatl (i algú d'ells, potser, el déu mateix), i al començament no els resistiren. No obstant això, els espanyols van deixar clar que no eren déus.
A causa de la matança que va fer Pedro de Alvarado durant una festivitat mexica per un dels seus déus, els mexiques es van aixecar contra els espanyols i els tlaxcalteques. Moctezuma II va acceptar que Hernán Cortés i el seu exèrcit sortissin de la capital mexica. No obstant això, el poble mexica va apedregar al seu propi emperador. D'aquesta manera, els espanyols i els seus aliats només van trobar com a oportunitat fugir d'amagat. Això va provocar el que es coneix com la Nit Trista, on van ser derrotats. Els conquistadors van continuar fugint fins que es va donar una altra batalla contra els mexiques, la Batalla d'Otumba, on els espanyols i els tlaxcalteque van vèncer als mexiques. Després de fer créixer el seu exèrcit, els conquistadors finalment assetjaren la capital de l'imperi, Tenochtitlan, en una autèntica batalla amfíbia —la ciutat es trobava en una illa enmig del llac de Texcoco— i van conquistar-la el 13 d'agost de 1521 amb un exèrcit compost per poc més d'un miler d'espanyols i més de 200,000 tlaxcalteques, totonaques i altres tribus que havien estat subjugades pels asteques i que en volien la llibertat. La ciutat fou destruïda gairebé completament. Aquest esdeveniment es recorda com el «naixement del poble mestís que ara és Mèxic».

### La Nova Espanya

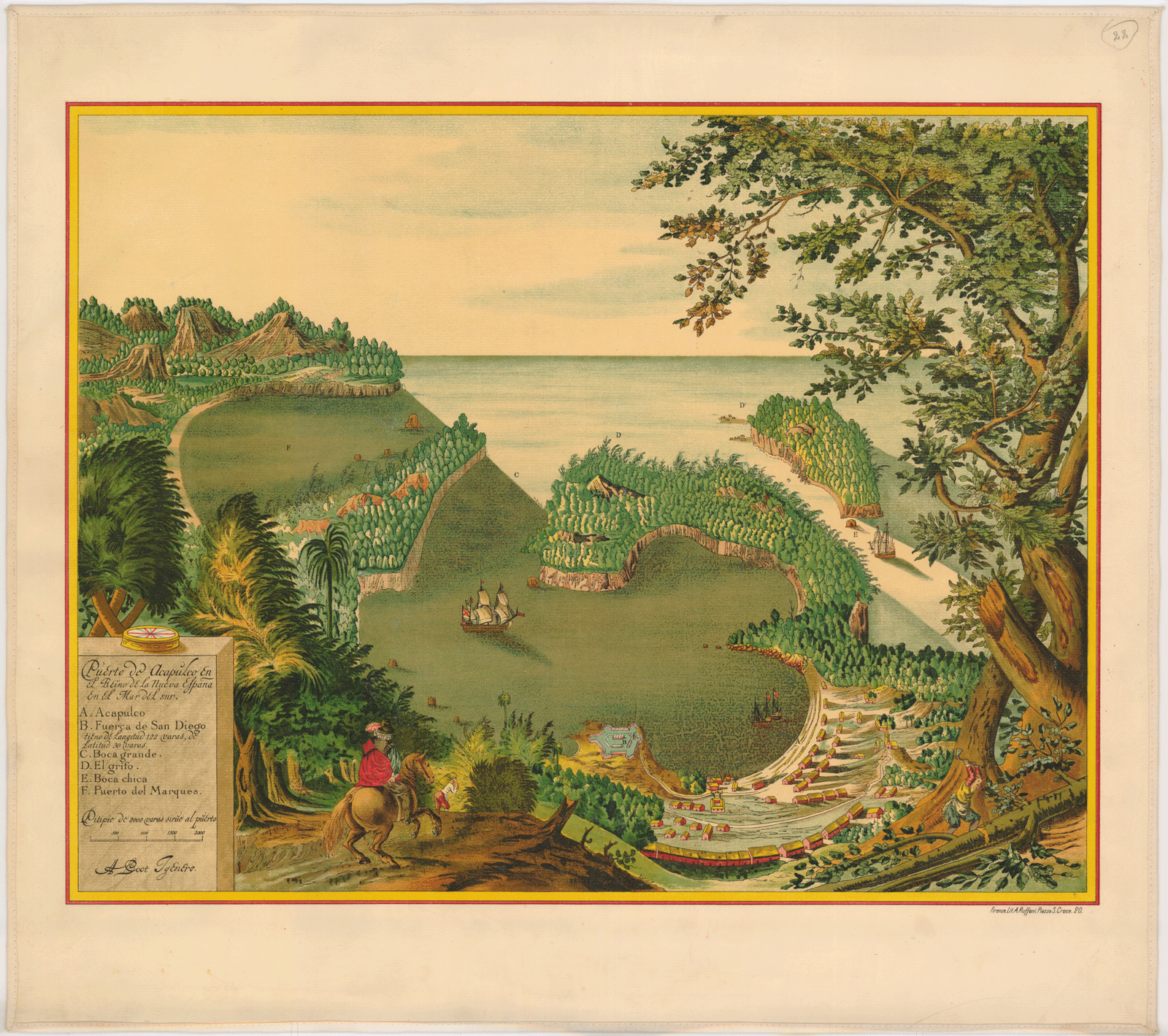
Acapulco, el port colonial més important de la Nova Espanya, 1628.

Les primeres dècades del domini espanyol foren un canvi demogràfic i polític dràstic en el continent americà. Les guerres i les pandèmies de les malalties desconegudes al Nou Món i portades pels conqueridors —que serien importants en llurs victòries— mataren milers d'indígenes de Mesoamèrica.
Els espanyols exploraren, conqueriren i colonitzaren, al llarg dels segles xvi i xvii les regions al nord i al sud de Mesoamèrica, des de Califòrnia i Utah fins a Costa Rica. El territori, batejat com la Nova Espanya, fou administrat com a virregnat. Amb el descobriment de nombroses mines de plata, així com el desenvolupament de l'agricultura i la ramaderia, i l'arribada de nombrosos immigrants de la península Ibèrica, la Nova Espanya prosperà econòmicament, fins a convertir-se en la regió més poblada i més rica de l'Imperi espanyol, amb 6 milions d'habitants, tot just abans de la independència del territori continental. De la Nova Espanya depenien les administracions de Centreamèrica, Cuba, les illes del Carib, les Illes Filipines i, per un període, Veneçuela.
La invasió napoleònica d'Espanya, el 1808, i la destitució del rei Ferran VII, i la inestabilitat política de la metròpoli, foren propícies a les revoltes i les demandes d'autonomia dels virregnats espanyols a Amèrica. Tot i que s'organitzaren diverses juntes a les ciutats principals dels virregnats d'Amèrica, les juntes de Mèxic, a diferència de les altres, no declararen l'autonomia, ja que la població peninsular i criolla, la noblesa indígena, la burgesia, el clericat i els terratinents es beneficaven de l'estat de les coses. No obstant això, el 16 de setembre, 1810, el mossèn crioll Miguel Hidalgo y Costilla promulgà el «Crit de Dolores», demanant la igualtat de les ètnies i la redistribució de la terra, a més del suport a Ferran VII contra les forces invasores de Napoleó. Avui dia, aquest succés se celebra com el començament de la independència de Mèxic. La insurrecció, en essència una revolta popular, fou derrotada ràpidament, i Hidalgo fou decapitat. Altres guerrillers es revoltaren com ara José María Morelos i Vicente Guerrero. Amb el retorn de Ferran VII al tron d'Espanya, les tropes espanyoles s'enfortiren i derrotaren la rebel·lió de Morelos, afusellat el 1815. Les forces guerrilleres, cada vegada més dèbils, es replegaren a les muntanyes.
El 1820, els constitucionalistes a Espanya obligaren Ferran VII a restaurar la constitució liberal de Cadis, que no era ben vista pels conservadors de Mèxic, ja que temien que les reformes liberals afectessin llurs privilegis econòmics, religiosos i socials. Per tant, i en un canvi inesperat de sort, les forces reialistes, sota el comandament d'Agustín de Iturbide, en comptes de sufocar els romanents revolucionaris, pactaren amb ells la independència de Mèxic. El 1821, es promulgà el Pla d'Iguala, que declarava la independència de Mèxic, sostenia la religió catòlica, i la unió de tots els habitants del territori —espanyols peninsulars i americans. Aquest pla també fou conegut com el «Pla de les Tres Garanties». L'organització política del país seria la monarquia constitucional, amb el nom d'Imperi mexicà, sota el mateix Ferran VII però amb un parlament independent —creant una espècie de Commonwealth— o sota algun altre príncep de la corona espanyola. Els exèrcits «trigarants» entraren a la ciutat de Mèxic el 24 d'agost, 1821, una junta redactà la Declaració d'independència de Mèxic, i el virrei, Juan O'Donojú, signà el tractat de Córdoba, per mitjà del qual oficialment es reconeixia la independència de Mèxic.

### Mèxic independent

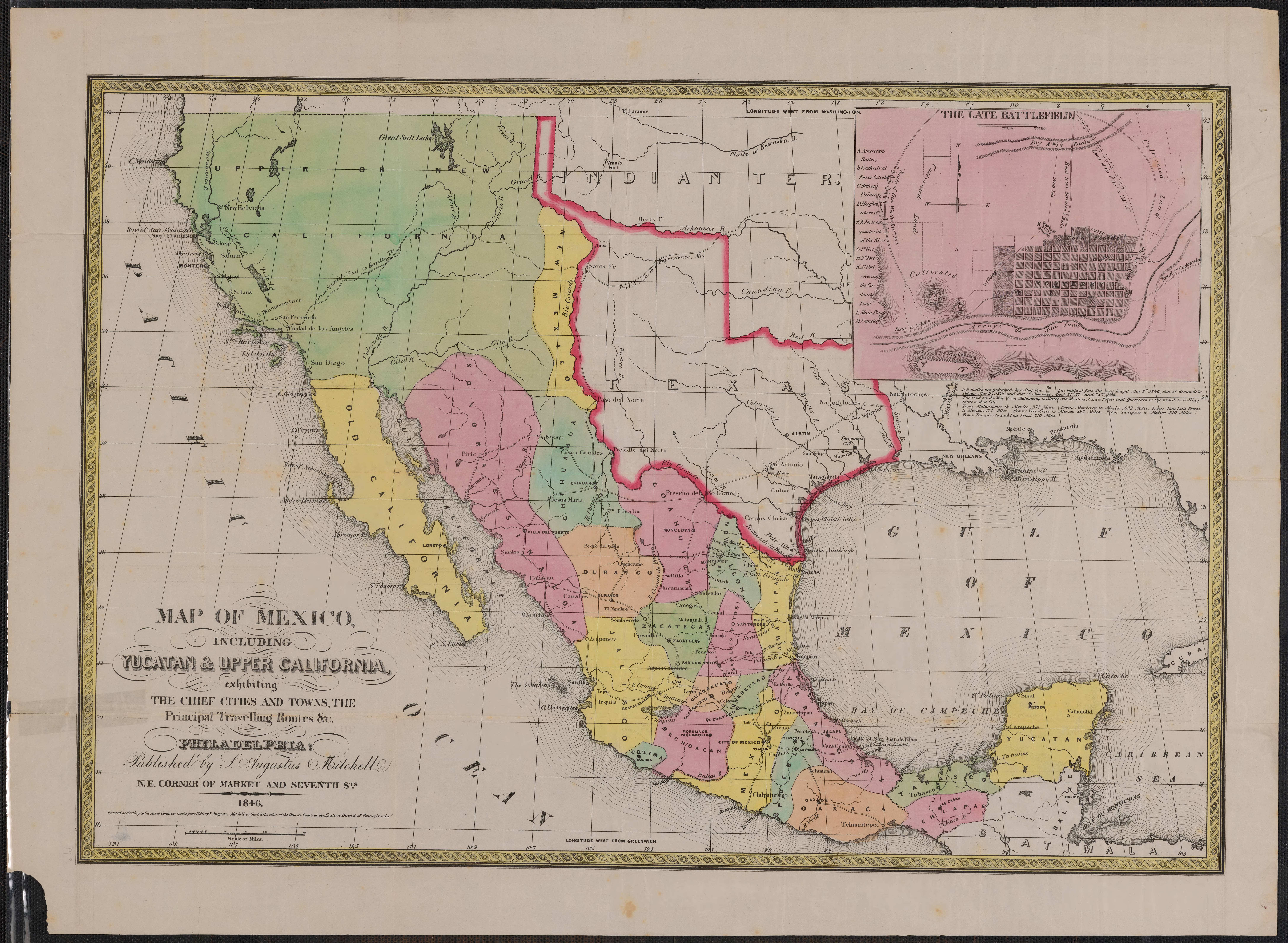
La federació mexicana el 1847.

El Primer Imperi mexicà, al qual s'afegiren les intendències de Yucatán i Guatemala, fou efímer. Ferran VII no acceptà el tron de l'imperi, ja que el govern espanyol desconeixia la independència de Mèxic; i cap altre príncep europeu no gosà prendre'n el tron. Per una invitació del parlament mexicà en nom del poble, Iturbide fou coronat amb el nom d'emperador Agustí I de Mèxic el 1822, per vot unànime a unes eleccions que es van fer per escollir al nou monarca. No obstant això, tan bon punt la independència s'havia assolit, les diferències entre els republicans —liberals— i els monàrquics —conservadors— s'accentuaren. El 31 d'octubre de 1822, l'emperador dissolgué el Congrés, la qual cosa provocà la revolta victoriosa dels republicans. El 1824, es redactà una constitució, i Mèxic es convertí en una república federal, amb el nom dels Estats Units Mexicans. Les províncies i intendències es convertiren en estats constituents de la federació o territoris, llevat de la Capitania General de Guatemala, que se'n separà, per formar un estat independent, les Províncies Unides d'Amèrica Central.
Les primeres dècades de la república foren molt inestables, amb lluites de poder entre els federalistes i els centralistes, i una economia devastada per la guerra. El 1836, els centralistes arribaren al poder. Els centralistes reemplaçaren la constitució federal per una sèrie de lleis centrals, per la qual cosa, diversos estats es revoltaren, com ara Texas, Yucatán, Zacatecas i Nuevo León, que amenaçaven de declarar la independència fins que no es restaurés el federalisme. Texas, habitat majoritàriament per immigrants angloparlants, aconseguí independitzar-se el 1836 i fou annexat pels Estats Units el 1845. Pocs anys després, aprofitant la confusió quant als límits territorials de Texas, els Estats Units envaïren Mèxic en la Guerra d'Intervenció nord-americana, a la fi de la qual prengueren gairebé la meitat del territori mexicà, corresponent als actuals estats de Califòrnia, Arizona, Nou Mèxic, Colorado, Nevada i algunes seccions d'Utah i Wyoming, en el vergonyós tractat de Guadalupe-Hidalgo.
La decepció amb el retorn de Santa Anna a la presidència i un segon breu règim inconstitucional, produí un aixecament armat conegut com la Revolució d'Ayutla després de la qual es promulgaren una sèrie de reformes liberals i una nova constitució federal el 1857. Aquestes lleis, conegudes posteriorment com les Lleis de Reforma, feien una separació d'Església i estat, i afectà els interessos dels conservadors i del clericat, la qual cosa produí una guerra civil, coneguda com la Guerra de Reforma, que acabaria amb la victòria dels liberals. Amb una economia en bancarrota per les guerres anteriors, el govern declarà la cessació temporal dels pagaments del deute extern; el Regne Unit, Espanya i França amenaçaren d'envair Mèxic, fins que no tornés a fer-ne els pagaments. El Regne Unit i Espanya es retiraren, però Napoleó III ja tenia altres plans. El 1863, el país fou envaït per França, que volia establir l'arxiduc Maximilià d'Habsburg-Lorena com a emperador de Mèxic amb el suport del clergat catòlic i els conservadors mexicans. Aquest govern, que ressuscitava l'Imperi mexicà, no va ser reconegut pel govern republicà exiliat al nord i encapçalat per Benito Juárez.
El govern de Maximilià I va ser molt lliberal, i es va caracteritzar per noves lleis i projectes per fer créixer Mèxic. Aprovà una llei que prohibia el càstig corporal dels treballadors i limitava les hores de treball, que garantia el pagament dels salaris en moneda de metall. Estipulà que els deutes contrets pels pares no podien ser heretades pels fills. Establí lleis com la d'impremta, que defensava la llibertat de premsa; la de la justícia, que creava la figura del ministeri públic; o la d'instrucció, que posava les bases per a l'educació primària obligatòria i gratuïta al llarg de l'Imperi. A més a més, perdonà els deutes que superessin els 10 pesos a tots els camperols i abolí el treball dels menors. També tenia un projecte expansionista per a Mèxic al cap, en el qual s'annexaria l'Amèrica Central i també colonitzaria Àfrica, però no va aconseguir a realitzar-lo. La emperadriu Carlota de Mèxic, la única dona que ha governat Mèxic (ja que ella era regent quan Maximilià no estava a la capital), també organitzà nombroses festes recaptant fons per a la beneficència, creà centres artístics i culturals i escoles a l'Imperi. No obstant això, després de tres anys de lluita, i amb la retirada del suport francès al govern imperial, la impossibilitat que el seu germà li donés suport militarment estant el seu país també en conflicte i la fi de la Guerra Civil Estatunidenca, Juárez sortí victoriós i restaurà el govern republicà el 1867.

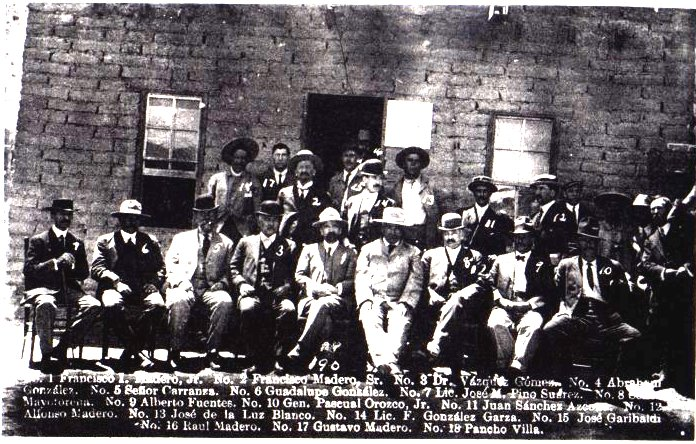
Fotografia de la revolució, 1911.

Porfirio Díaz, un general republicà durant la intervenció francesa, governà Mèxic de 1876 a 1880 i de 1880 a 1911 en diverses reeleccions consecutives. Aquest període de govern, conservador i progressista, conegut com el Porfiriato o Pax Porfiriana, es caracteritzà per assoliments econòmics sorprenents acompanyats d'inversió i immigració estrangeres, el suport a les arts i les ciències, i tot alhora, una greu desigualtat social i repressió política. Després d'un flagrant frau electoral el 1910, Francisco I. Madero convocà el poble a aixecar-se en armes, iniciant així la Revolució mexicana. El 1911, Díaz renuncià i Madero fou elegit com a president, però fou assassinat en cop d'estat encapçalat pel general conservador Victoriano Huerta després d'una reunió secreta amb l'ambaixador nord-americà Henry Lane Wilson, el 1913.
La guerra armada recomençà, amb generals populars com Pancho Villa i Emiliano Zapata, que representaven els camperols, cadascú amb un exèrcit de seguidors. Un tercer exèrcit, l'exèrcit constitucionalista, encapçalat per Venustiano Carranza, vencé les forces del dictador i unificà tots els generals revolucionaris. Convocà un congrés constituent per esmenar la constitució i incloure-hi les premisses socialdemòcrates que inspiraren la revolució. El text resultant fou una nova constitució, encara vigent, promulgada el 1917. Carranza fou assassinat el 1920 i fou succeït per Álvaro Obregón i aquest per Plutarco Elías Calles. Obregón fou reelegit el 1928, però fou assassinat abans de prendre el poder. Calles decidí unir tots els corrents polítics emanats de la revolució en un partit, el Partit Nacional Revolucionari (PNR), predecessor del Partit Revolucionari Institucional, que es convertiria en el partit polític més influent de la política mexicana durant els següents setanta anys.

### Mèxic contemporani

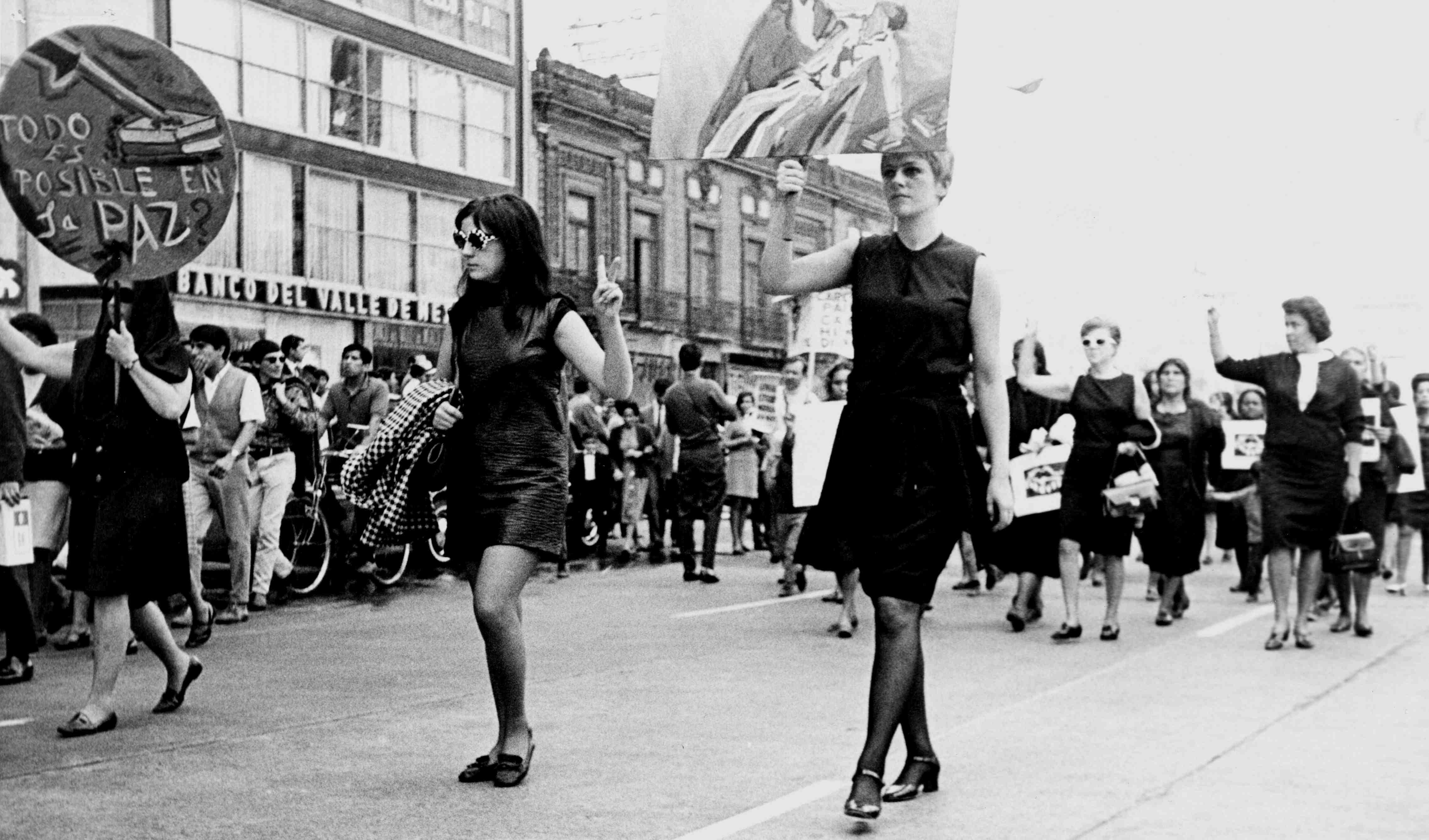
Joves estudiants manifestants en la ciutat de Mèxic durant el moviment estudiantil mexicà de 1968.

Amb la unió de les faccions revolucionàries, Mèxic assolí l'estabilitat política i social per emprendre el camí del creixement econòmic; de fet, el període de 1930 a 1970, marcat pel desenvolupament econòmic, és conegut pels historiadors com el Miracle mexicà. El Partit Nacional Revolucionari es transformà en el Partit de la Revolució Mexicana durant el govern de Lázaro Cárdenas, que aconseguiria el suport dels sindicats obrers i agrícoles en donar-los veu dins el partit mateix. El 1938, Cárdenas nacionalitzà la indústria petroliera.
Després de la derrota de la Segona República espanyola en la Guerra Civil, Mèxic obrí les portes als refugiats i exiliats, entre els quals un gran nombre de catalans, que tingueren un paper molt important en la vida econòmica, i en les cultures i les arts mexicanes. El 1968 ocorregué, poc abans de la inauguració dels Jocs Olímpics d'estiu a la ciutat de Mèxic, un gran moviment estudiantil, com ja havia ocorregut en moltes altres ciutats del món. La revolta estudiantil sofrí la brutal repressió de l'exèrcit coneguda com la Massacre de Tlatelolco, el 2 d'octubre.

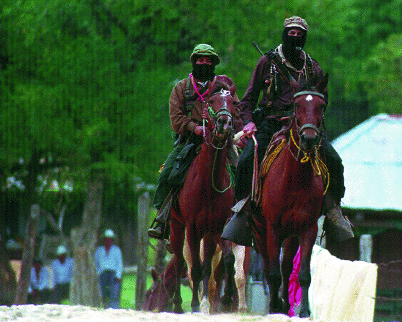
Insurgents de l'Exèrcit Zapatista d'Alliberament Nacional en el 1998.

El govern va dur a terme, mitjançant l'endeutament, grans inversions en la indústria petroliera durant la dècada de 1970, en què els preus del petroli es trobaven en màxims històrics, per tal de revitalitzar l'economia. Com a empresa nacionalitzada, les entrades del petroli permeteren que el govern del president Luis Echeverría emprengués programes de benestar social. No obstant això, a causa de la dolenta administració de les despeses públiques i de la caiguda abrupta dels preus del petroli al començament de la dècada dels vuitanta, amb una puja substancial de les taxes internacionals d'interès, Mèxic entrà en una greu recessió econòmica i es declarà incapaç de complir els pagaments del deute extern. El seguiren les grans economies de Llatinoamèrica.
El 1988 es presentà Cuauhtémoc Cárdenas, fill de l'ex president Lázaro Cárdenas, com a candidat d'oposició al PRI, i es convertí en una amenaça seriosa i en un possible guanyador. No obstant això, obtingué el segon lloc en unes eleccions marcades per acusacions de frau electoral, en què Carlos Salinas de Gortari en fou declarat guanyador. Salinas emprengué un ambiciós programa liberal que aconseguí reduir substancialment la inflació; renegocià el deute extern, privatitzà la majoria de les empreses públiques, llevat de les empreses elèctrica i petroliera, i proposà una modificació de la llei per convertir els ejidos, propietats agrícoles comunals, en propietat privada. El 1992, signà el tractat de Lliure Comerç d'Amèrica del Nord amb els Estats Units i el Canadà, el qual entrà en vigor el 1994. Aquell any, tanmateix, s'aixecà l'Exèrcit Zapatista d'Alliberament Nacional.
A causa d'un increment desmesurat de les despeses governamentals i del compte corrent, en conjunció amb una fuga de capitals, el país entrà en una greu recessió econòmica el 1995. El president Ernesto Zedillo aconseguí un préstec dels Estats Units i del Fons Monetari Internacional. El país sortí de la crisi el 1996; entre 1996 i el 2000, la taxa de creixement mitjà fou del 5 per cent anual. El 1997, cap partit polític no aconseguí majoria absoluta en el Congrés de la Unió, per primera vegada des de la fi de la Revolució mexicana, i el 2000 Vicente Fox, candidat d'oposició, es convertí en el primer candidat del Partit Acció Nacional (PAN) que va ser elegit com a president federal. El 23 de març del 2005, els presidents dels tres països nord-americans van signar la Societat de Seguretat i Prosperitat de Nord-amèrica (SPP), un pas cap a una major integració comunitària.
En les eleccions federals del 2006, Felipe Calderón (PAN) guanyà Andrés Manuel López Obrador (PRD), per un marge de vots molt estret; López Obrador impugnà els resultats i es refusà a acceptar la victòria de Calderón. Després de dos mesos d'incertesa, el Tribunal Electoral dictaminà la victòria de Calderón, el qual prengué el càrrec l'1 de desembre de 2006, tot i que López Obrador es refusà a reconèixer els resultats i el govern de Calderón. Calderón emprengué una sèrie de reformes estructurals, que incloïen una reforma tributària i fiscal, una reforma judicial, i una reforma a les pensions, totes tres aprovades pel Congrés durant els primers dos anys del seu mandat. A més, emprengué una lluita contra el narcotràfic, amb la controvertida participació de l'exèrcit i les forces armades mexicanes. L'abril del 2009, Mèxic—especialment la seva capital, la ciutat de Mèxic—fou severament afectat pel brot de grip per A(H1N1) de 2009, el qual s'estengué per altres regions de Nord-amèrica i Europa.

## Toponímia

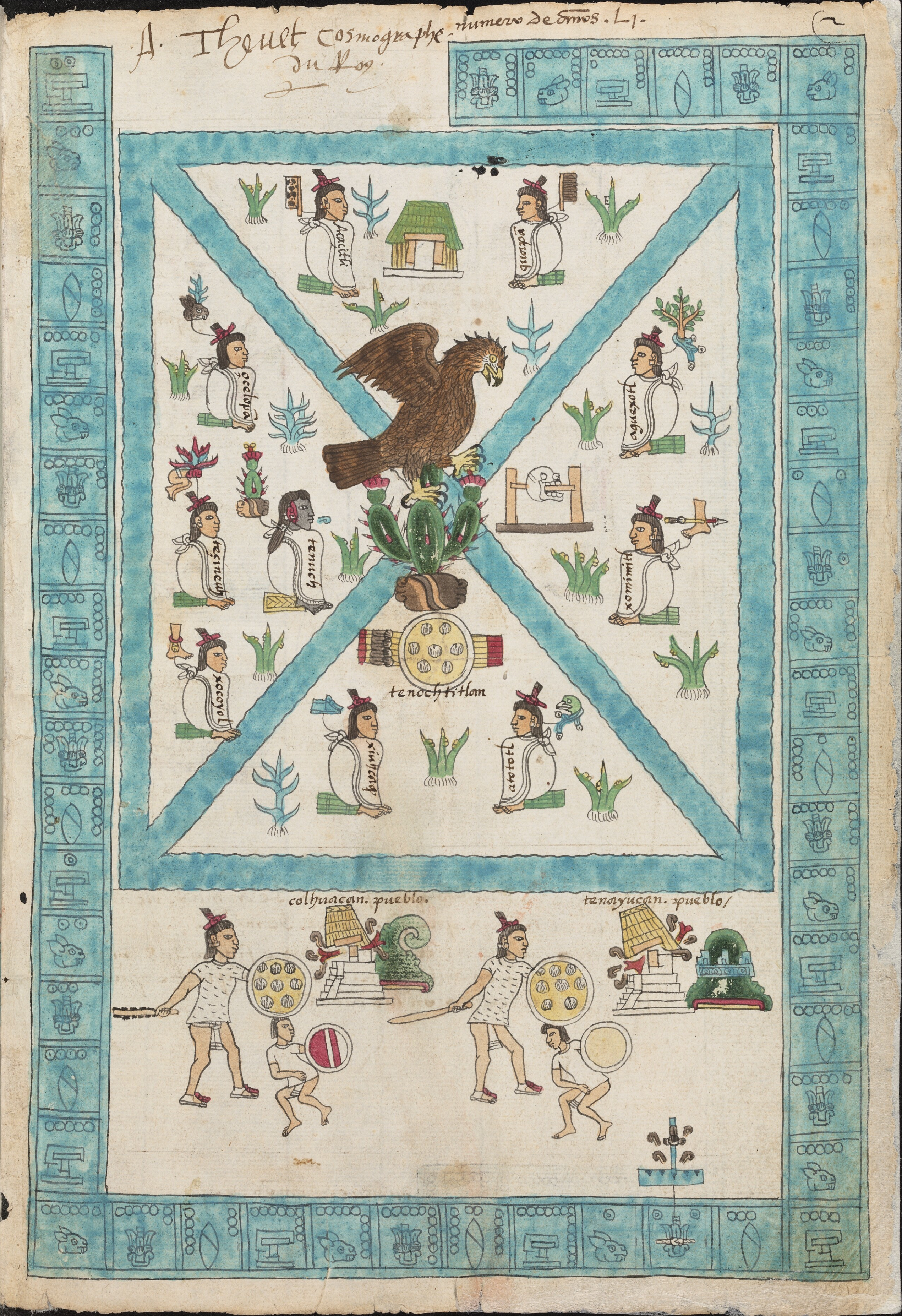
El Còdex Mendoza mostrant Tenochtitlan

Després d'aconseguir la seva independència d'Espanya, es va decidir que el país havia d'anomenar-se com la seva capital, la ciutat de Mèxic, el nom original de la qual era México-Tenochtitlán, en referència a la tribu nahua dels mexiques, el poble principal de la civilització asteca. L'origen del nom dels mexiques no es coneix amb precisió i se n'han fet nombroses interpretacions i teories. Per a alguns, es deriva de la paraula nàhuatl Mexitl o Mexitli, un nom secret del déu de la guerra i patró dels asteques, Huitzilopochtli; en aquest cas, Mèxic significa 'lloc on habita Mexitli'. Una altra hipòtesi suggereix que la paraula nahua Mexiko deriva de metztli, 'lluna', xictli, 'melic', 'centre' o 'fill' i el sufix -co, 'lloc', de manera que significa 'lloc al centre de la lluna', o més aviat 'lloc al centre del llac de la Lluna', en referència al llac de Texcoco. El sistema de llacs interconnectats, del qual Texcoco era el més gran i es trobava al centre, tenia la forma d'un conill, la mateixa imatge que els asteques veien sobre la lluna. Tenochtitlán, per tant, es trobava al centre —o al melic— del llac (lluna/conill). Finalment, una altra hipòtesi suggereix que el nom deriva de Meclti, la dea del maguei o atzavara.
El nom de la ciutat es va transliterar al castellà com a México, amb el valor fonètic de la x en el castellà medieval, la qual representava la fricativa postalveolar sorda (/ʃ/). En castellà, aquest so i la fricativa postalveolar sonora (/ʒ/), representada amb la grafia j, es van fusionar en una fricativa velar sorda (/x/) durant el segle xvi, la qual cosa va produir la variant ortogràfica Méjico en diverses publicacions, principalment a Espanya, mentre que a Mèxic i altres països castellanoparlants México és l'única variant ortogràfica utilitzada. Recentment, la Real Academia Española, la institució encarregada de regular la llengua castellana, ha declarat que l'ortografia recomanada en castellà és México. En català, la x de «Mèxic» sovint no representa el so original, sinó la consonant doble /ks/ o col·loquialment la fricativa postalveolar sonora.

## Geografia física

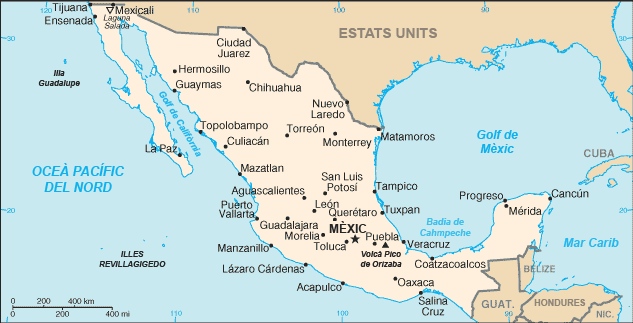
Mapa de Mèxic.

Mèxic és situat al subcontinent de l'Amèrica del Nord. Geològicament la frontera entre l'Amèrica del Nord i l'Amèrica Central és l'istme de Tehuantepec, la qual cosa posa el 12% del territori mexicà —incloent-hi la península de Yucatán— en aquesta última regió; fisiogràficament l'Eix Volcànic Transversal (o la Sierra Nevada) divideix les dues regions. Geopolíticament, tanmateix, la frontera entre l'Amèrica del Nord i l'Amèrica Central és la frontera amb Belize i Guatemala, i Mèxic és considerat un país nord-americà.
La superfície total de Mèxic és d'1.972.550 km², que inclou, aproximadament, 6.000 km² d'illes situades a l'oceà Pacífic (com ara les illes Guadalupe i Revillagigedo), al mar Carib i al golf de Califòrnia. Mèxic comparteix una frontera al nord amb els Estats Units de 3.141 km; al sud amb Guatemala de 871 km i amb Belize de 251 km.

### Topografia

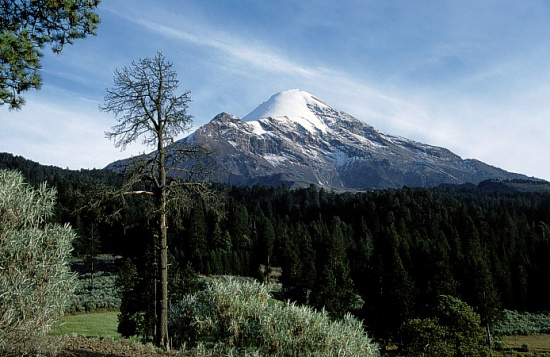
Pic d'Orizaba.

La topografia mexicana és força accidentada. El territori mexicà és situat en una de les àrees tectòniques més dinàmiques del món; és part de l'«Anell de Foc del Pacífic», una regió d'activitats volcànica i sísmica. Mèxic es troba a la regió occidental de la placa Nord-americana i la seva intersecció amb la placa de Coco i la placa del Carib. Fisiogràficament el país pot subdividir-se en nou regions principals:
- La península de Baixa Califòrnia, al nord-oest del país.
- Les terres baixes del Pacífic, una franja molt estreta entre el golf de Califòrnia o l'oceà Pacífic i la serra Madre Occidental.
- L'Altiplà Mexicà, situat entre la serra Madre Oriental i la serra Madre Occidental.
- La serra Madre Oriental, extensió de les serralades de Nord-amèrica (la serra Nevada de Califòrnia i les muntanyes Rocoses). S'estén de nord cap a sud on convergeix amb la serralada Neovolcànica.
- La serra Madre Occidental, també extensions de les muntanyes Rocoses, que s'estén de nord cap al sud on convergeixen amb la serralada Neovolcànica.
- La serralada Neovolcànica (o la «serra Nevada»), que s'estén d'est cap a l'oest i on es troben els punts més elevats de Mèxic, entre els quals, el pic d'Orizaba (5.636 m), el Popocatépetl (5.426 m), l'Iztaccíhuatl (5.230 m) i el Nevado de Toluca (4.680 m). Tres de les àrees metropolitanes més grans de Mèxic es troben a les valls enmig d'aquests quatre punts: Puebla, la ciutat de Mèxic i Toluca.
- Les planes costaneres del golf, una franja plana entre el golf de Mèxic i la serra Madre Oriental.
- La serra Madre del Sur, creuada al mig per l'istme de Tehuantepec. Al sud, les serralades de Chiapas continuen a Guatemala.
- La península de Yucatán, una regió molt plana, amb pocs rius.

### Hidrografia

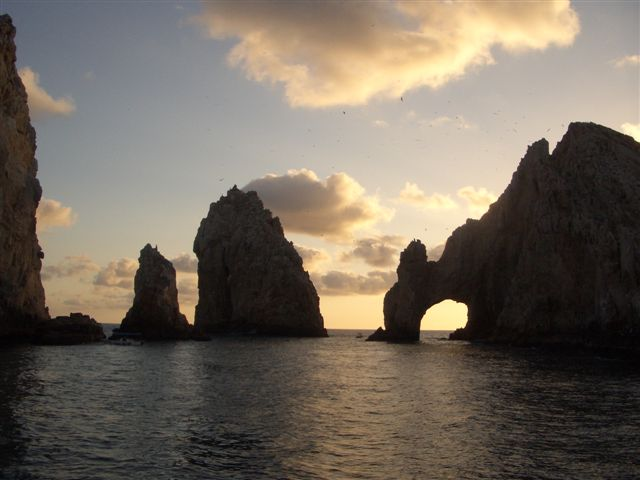
Cap San Lucas.

Atesa la topografia mexicana, a Mèxic hi ha pocs rius molt extensos o llacs naturals. Els rius més importants són el riu Lerma, que neix a la conca de Toluca, omple el llac de Chapala, el més gran de Mèxic, i desemboca a l'oceà Pacífic. El riu Pánuco neix a l'Altiplà, creua la serra Madre Oriental i desemboca al golf de Mèxic. El riu Balsas drena la Depressió del Balsas i altres regions del sud de l'Altiplà Mexicà, creua la serra Madre del Sud i desemboca a l'oceà Pacífic, al sud. El Grijalva i l'Usumacinta formen un sistema que drena les serralades de Chiapas i, com el riu Papaloapan, desemboca al golf de Mèxic. Altres llacs, com ara el Pátzcuaro i Cuitzeo, són els romanents dels vastos llacs i pantans que cobrien la major part del sud de l'Altiplà abans de l'arribada dels europeus.
El nord, per contra, és molt més àrid, en especial a la regió nord-occidental. El riu més important del nord de Mèxic és el que forma la frontera amb els Estats Units, el río Bravo (conegut com a río Grande als Estats Units). El riu Colorado, que neix als Estats Units, creua una petita porció de Mèxic a l'occident fins a desembocar al golf de Califòrnia.

### Clima

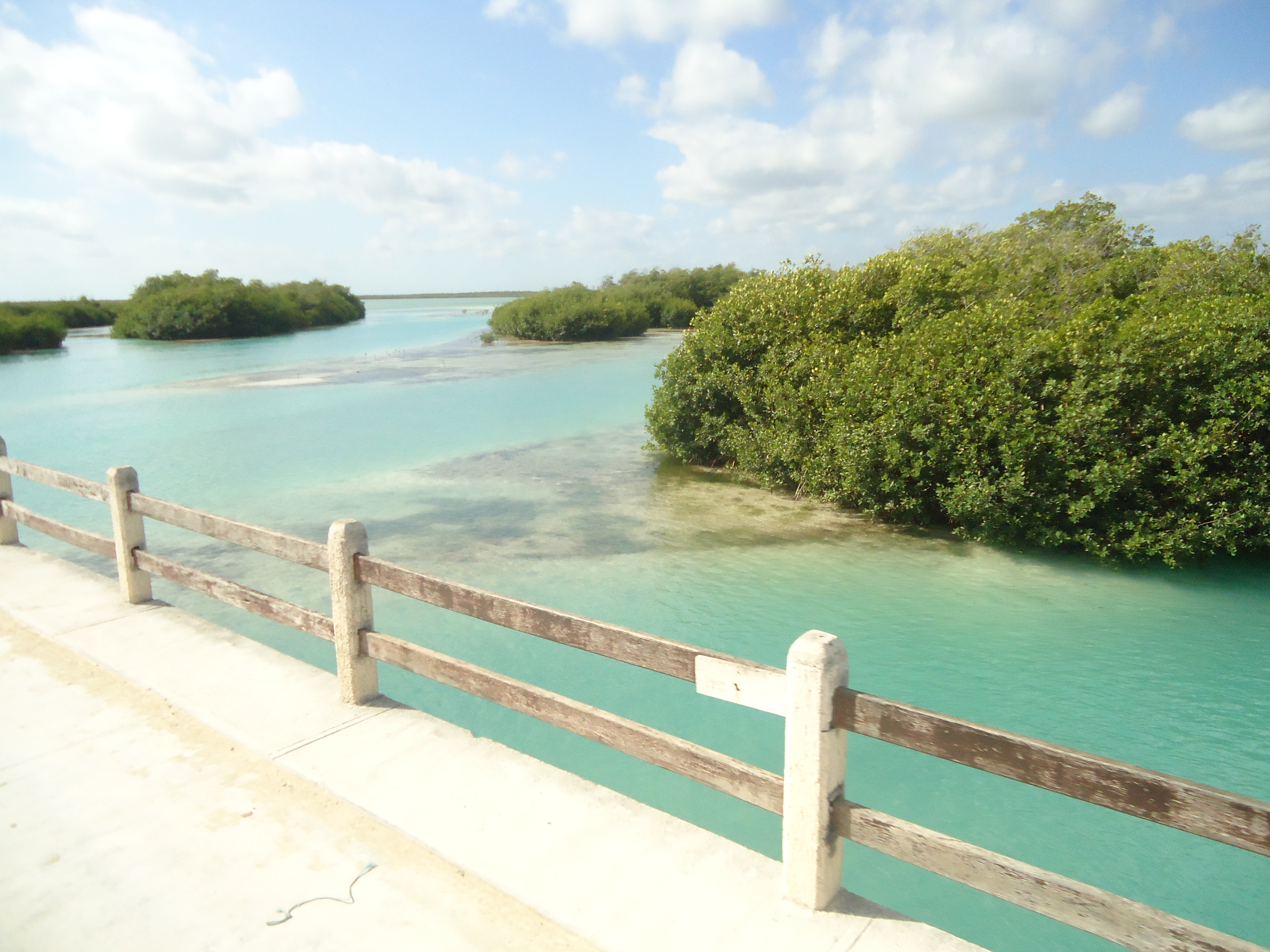
Manglars a Sian Ka'an, a la península de Yucatán, a l'hivern.

Atesa la variació topogràfica del territori, hi ha una gran diversitat de climes, des de tropicals i subtropicals, els àrids i desèrtics, fins als climes freds de muntanya temperats. El nord és més àrid, però del centre cap al sud les pluges són més abundants; les pluges són estacionals, de maig a setembre, les quals temperen el clima de muntanya de l'Altiplà Mexicà, que durant l'estiu no supera els 28-30 °C. Les temperatures mitjanes oscil·len entre els 16 i els 20 °C. La majoria de la població viu en aquesta regió. A elevacions més baixes, inferiors als 1.000 m, les temperatures mitjanes són més elevades i superen els 20 °C. A les terres baixes, i a la península de Yucatán, els estius són molt càlids, i les temperatures hivernals no baixen dels 15 °C. A les serralades, especialment a la serra Nevada, les temperatures són molt baixes i les glaçades són habituals, així com la precipitació en forma de neu.

### Biodiversitat

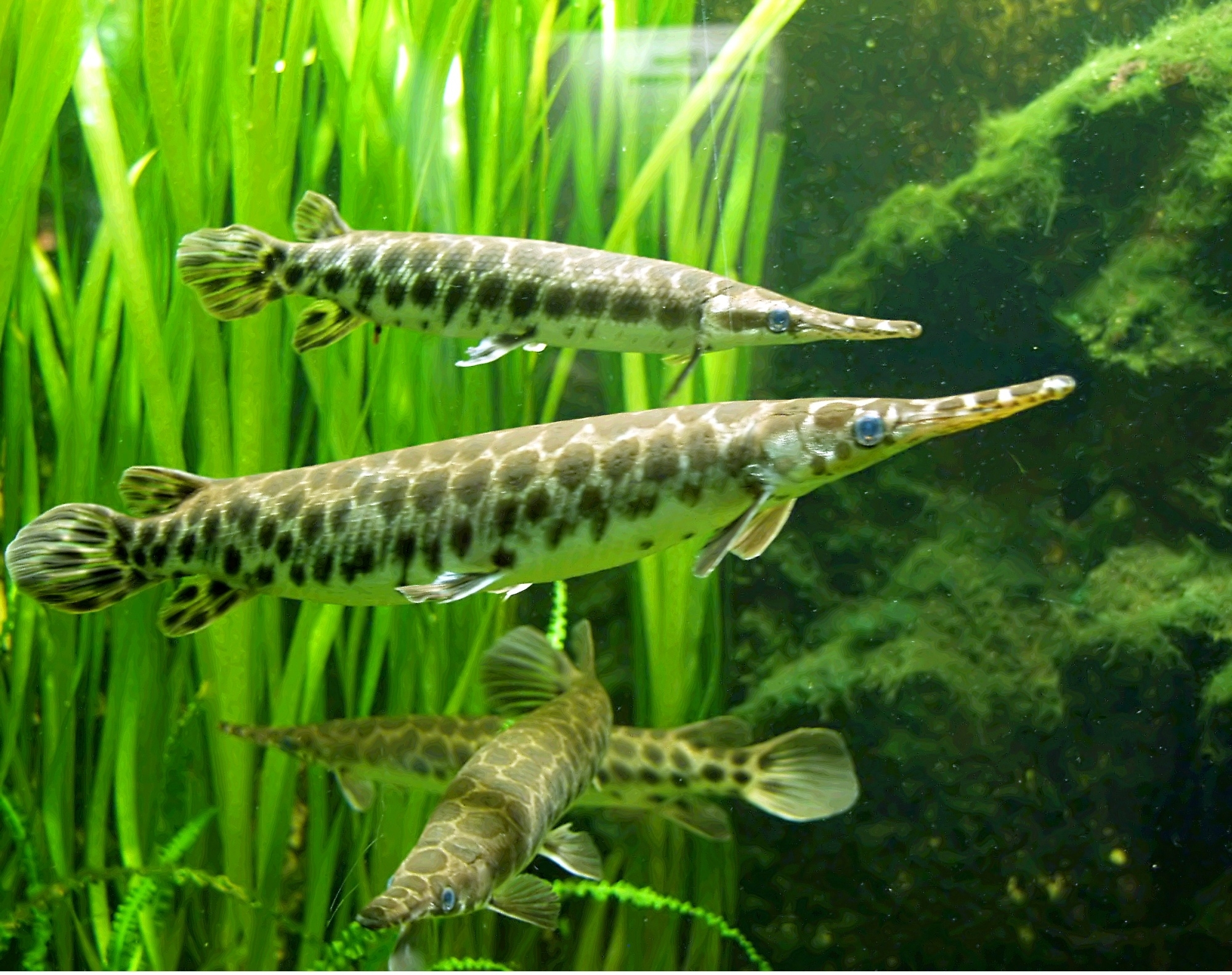
Un pejelagarto, un lepisosteus endèmic de Mèxic.

Mèxic és un dels 17 països megadiversos del món. Amb més de 200.000 espècies diferents, Mèxic és la llar del 10-12% de la diversitat del món. Mèxic és el primer estat del món en biodiversitat en rèptils amb 707 espècies conegudes, segon en mamífers amb 438 espècies, quart en amfibis amb 290 espècies, i quart en flora amb 26.000 espècies diferents. Mèxic també és considerat el segon estat del món en nombre d'ecosistemes i quart en nombre total d'espècies. Aproximadament, 2.500 espècies són protegides per lleis mexicanes. El govern mexicà ha creat el Sistema Nacional d'Informació sobre Biodiversitat, per estudiar i promoure l'ús sostenible dels ecosistemes del territori.
A Mèxic, 17 milions d'hectàrees són considerades «Àrees Naturals Protegides» i hi inclouen 34 reserves de la biosfera (ecosistemes inalterats), 62 parcs nacionals, 4 monuments naturals (protegits pel seu valor estètic, científic o històric a perpetuïtat), 26 àrees de flora i fauna protegides, 4 àrees de protecció dels recursos naturals (conservació de la terra, les conques naturals i els boscos) i 17 santuaris (zones de riquesa abundant en espècies).

## Política i govern

### Organització política

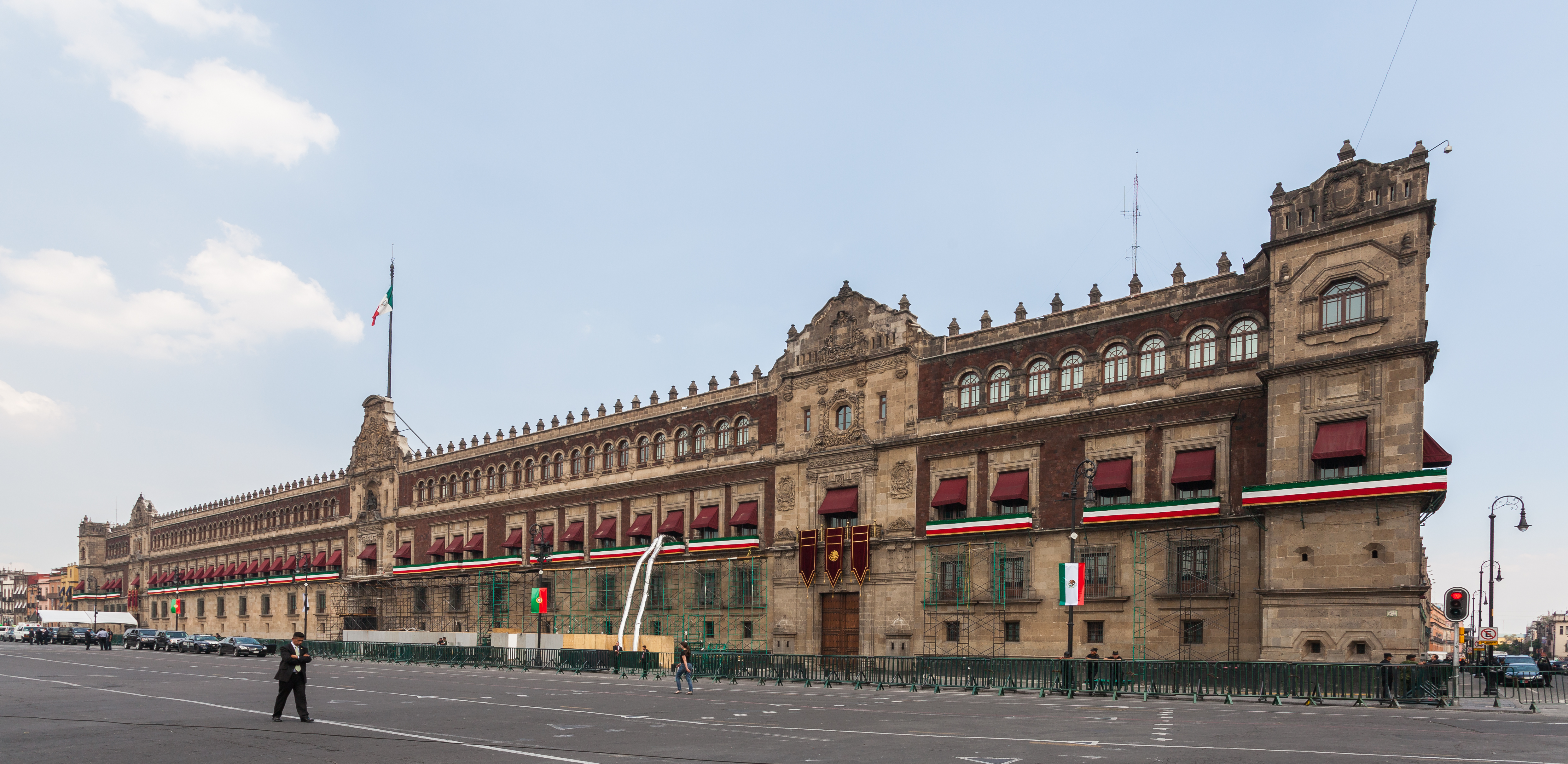
Palau Nacional, seu històrica del poder executiu.

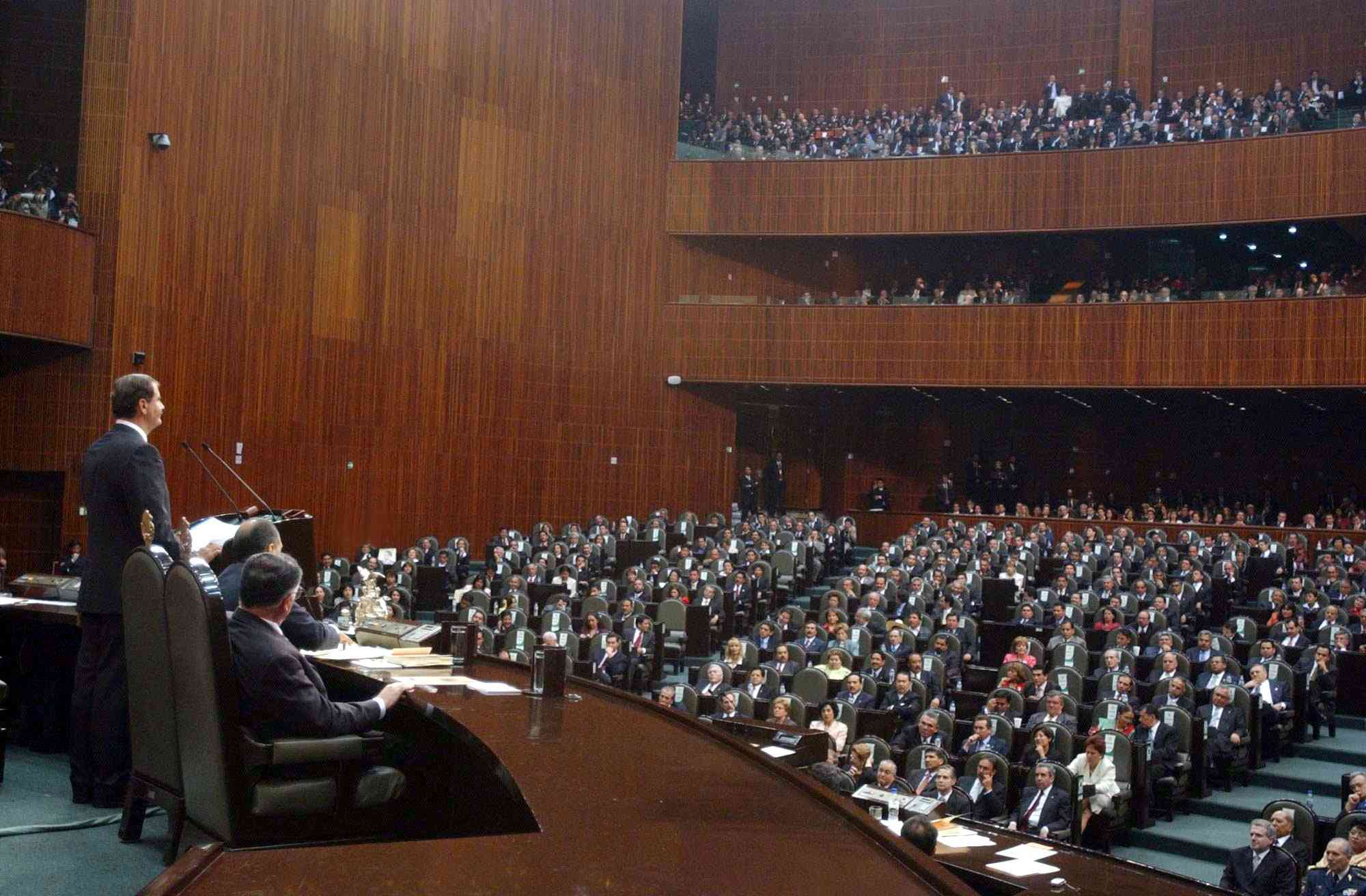
Congrés de la Unió.

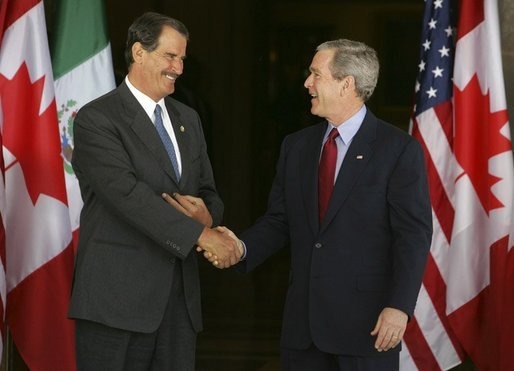
Els presidents Vicente Fox (Mèxic) i George W. Bush (Estats Units), en la signatura de l'SSP.

Els Estats Units Mexicans són una federació el govern de la qual és representatiu, democràtic i republicà, basat en un sistema presidencialista, d'acord amb la Constitució de 1917. La constitució estableix tres nivells de govern: la Unió federal, els governs estatals i els governs municipals. Tots els funcionaris públics en els tres nivells són elegits per mitjà de l'escrutini uninominal majoritari, per representació proporcional, o són designats per altres funcionaris que han estat elegits per mitjà del sufragi.
El govern federal està constituït pels Poders de la Unió, les tres branques de govern separades:
- Legislatiu: el Congrés de la Unió bicameral, constituït pel Senat de la República i la Cambra de Diputats; el Congrés proposa i aprova lleis federals, declara la guerra, imposa o elimina impostos, aprova el pressupost nacional i els tractats internacionals i ratifica les nominacions dels altres executius diplomàtics.
- Executiu: el president dels Estats Units Mexicans, cap de govern i cap d'estat, així com comandant en cap de les forces armades mexicanes. El president també designa, amb l'aprovació del Senat, els membres del Gabinet Executiu i altres oficials diplomàtics. El president és responsable d'executar i aplicar la llei, i sanciona o veta les propostes de llei.
- Judicial: la judicatura està constituïda per la Suprema Cort de Justícia, integrada per onze jutges que interpreten les lleis i jutgen els casos de competència federal. Les altres institucions de la judicatura són el Tribunal Electoral i els tribunals col·legials, unitaris i de districte, així com el Consell de la Judicatura Federal.

El cap del poder executiu, el president de Mèxic, és elegit per mitjà de l'escrutini uninominal majoritari pel vot directe i independentment dels diputats i senadors. La Cambra dels Diputats està formada per 300 diputats, elegits per escrutini uninominal majoritari als districtes en què es postulen, i per 200 diputats, elegits per mitjà de l'escrutini proporcional plurinominal amb llistes de partit per les 5 circumscripcions electorals en què està dividit el territori nacional. El Senat està conformat per 64 senadors, dos per cada estat i el Districte Federal, electes al mateix temps per mitjà de l'escrutini uninominal majoritari; 32 senadors assignats a la primera minoria (un per cada estat i el Districte Federal); i 32 electes per mitjà de l'escrutini proporcional plurinominal amb llistes de partit obertes en què tot el país conforma una sola circumscripció.
Tots els estats de la federació han de tenir una forma republicana de govern dividida en tres branques: l'executiva, representada per un governador i el seu gabinet; la legislativa, constituïda per un congrés unicameral; i la judicatura.
En la legislatura del 2006-2009, vuit partits hi són representats; cinc dels quals, tanmateix, no han rebut, ni en les últimes eleccions ni en les anteriors, més del 4% dels vots nacionals. Els altres tres partits han estat els partits dominants de la política mexicana:
- El Partit Acció Nacional (PAN): un partit de centredreta fundat el 1939.
- El Partit Revolucionari Institucional (PRI): un partit de centreesquerra i socialdemòcrata, fundat el 1929, per unir les faccions de la Revolució mexicana.
- El Partit de la Revolució Democràtica (PRD): un partit d'esquerra, fundat el 1989 per la coalició de partits socialistes i liberals coneguda com el Front Nacional Democràtic, que va postular Cuauhtémoc Cárdenas com a candidat a la presidència el 1988.

El PRI va tenir un poder gairebé hegemònic en la política mexicana des de 1929, amb una participació molt limitada dels partits d'oposició. Des de les reformes electorals de 1977, els partits d'oposició van començar a guanyar més posicions a escala local i federal. Encara que des de 1947 el primer ajuntament d'oposició va ser elegit a Michoacán, no seria sinó fins al 1989 que el primer governador d'oposició guanyaria en un estat de la federació (Baixa Califòrnia). El 1997 cap partit no va aconseguir la majoria absoluta a la Cambra de Diputats, i el 2000 el primer president federal d'un partit d'oposició va ser elegit des de 1929.
El 2006, Felipe Calderón va guanyar Andrés Manuel López Obrador en les eleccions més competides de la història del país. El 6 de setembre, 2006, el Tribunal Electoral va declarar Calderón vencedor de les eleccions i president electe. Va jurar davant el Congrés, en una cerimònia ràpida enmig de les protestes enèrgiques dels diputats de la coalició que encapçalava López Obrador, que l'acusaven de frau electoral.

### Relacions exteriors i defensa
Tradicionalment, i des de la Revolució mexicana fins al 2000, les relacions exteriors de Mèxic s'havien realitzat segons la doctrina Estrada, que ha rebut el seu nom en honor del seu creador, Genaro Estrada. Aquesta doctrina té una visió estricta de sobirania, i declara que els governs estrangers no han de jutjar, ni positivament ni negativament, els governs o els canvis de governs de les altres nacions, ja que això implica una violació a llur sobirania. Aquesta política es basa en els principis de la no-intervenció, la solució pacífica a les controvèrsies i la lliure autodeterminació de totes les nacions. Durant l'administració de l'expresident Vicente Fox, el secretari o ministre de Relacions Exteriors, Jorge Castañeda, va trencar per primera vegada la doctrina Estrada, que promovia i acceptava l'obertura i el criticisme de la comunitat internacional, i una participació més activa del govern mexicà en els afers exteriors.

#### Participació en organitzacions internacionals
Mèxic és membre fundador de diverses organitzacions internacionals com ara les Nacions Unides, l'Organització d'Estats Americans, l'Organització d'Estats Iberoamericans,
l'OPANAL i el Grup de Rio. Mèxic és un dels contribuents més grans de les Nacions Unides; el 2008 va contribuir amb més de 40 milions de dòlars. Mèxic és membre de l'Organització per a la Cooperació i el Desenvolupament Econòmic, l'anomenat «club dels països rics», des de 1994. Mèxic també és membre del G8+5 i del G-20.

#### Catalunya i Mèxic

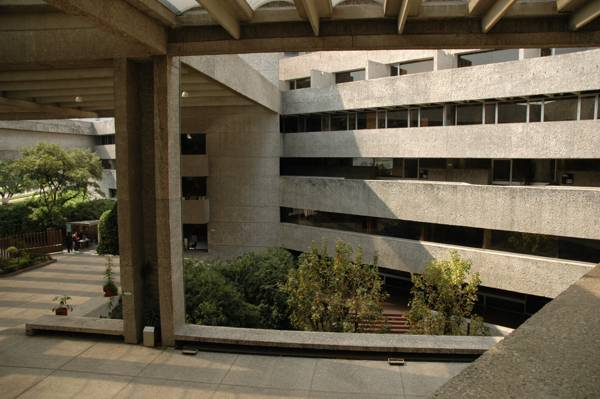
El Colegio de México, espai de trobada per als intel·lectuals republicans exiliats.

Les relacions entre Catalunya i Mèxic es van enfortir a partir de la Guerra Civil espanyola. El 10 de novembre de 1938, el govern mexicà publicà en el Diari Oficial de la Federació que rebria sense límit tots els nacionals d'una llista de països. S'estima que més de la meitat de tots els exiliats catalans al continent americà s'establiren a Mèxic. El president mexicà Lázaro Cárdenas del Río no sols va obrir les portes als exiliats catalans, sinó que el govern va atorgar la nacionalitat mexicana com a protecció sense límits a tots els exiliats només trepitjar territori mexicà. Amb l'arribada de les tropes nazis a França, el govern mexicà va anunciar a la seva contrapart francesa que els exiliats republicans en territori francès rebrien la protecció de la bandera de Mèxic. Els exiliats catalans, a més de rebre l'acolliment, també van obtenir la llibertat i el suport actiu per a la producció científica i intel·lectual de la comunitat. El govern va fundar el Colegio de México, amb el propòsit d'oferir als intel·lectuals republicans un espai de trobada. Les lletres catalanes van ser impulsades pels catalans exiliats des de Mèxic amb la publicació de revistes com ara Quaderns de l'exili, Full català, El poble català, la Revista dels catalans d'Amèrica, Lletres i Catalunya. Mèxic va acollir grans noms de la literatura catalana, com ara Josep Carner, Agustí Bartra, Anna Murià, Avel·lí Artís-Gener Tisner i Pere Calders. Als anys quaranta, Mèxic es va convertir en la capital de l'edició de llibres i revistes en llengua catalana.
Mèxic va ser l'únic estat que va reconèixer el govern republicà després de la Guerra Civil espanyola, amb conseqüències importants per a Catalunya. El 1954 va ser a l'ambaixada republicana a Mèxic que Josep Tarradellas va ser nomenat president de la Generalitat de Catalunya a l'exili; per la qual cosa José Montilla va considerar que «la mateixa existència nacional institucional de Catalunya va sobreviure en l'aixopluc mexicà». En reconeixement de l'acolliment dels catalans, el poble de Mèxic va rebre la Medalla d'Or de la Generalitat de Catalunya el 2009.

### Defensa i seguretat
El president de Mèxic és alhora el comandant en cap de les forces armades de Mèxic, i designa el secretari de Defensa i els membres de l'Estat Major Presidencial. Les forces armades són administrades per la Secretaria (Ministeri) de Defensa de manera descentralitzada i en tres nivells: les oficines nacionals, els comandaments territorials i les unitats independents. Les forces armades mexicanes inclouen la força aèria, les oficines centrals de la qual són a la ciutat de Mèxic, i l'armada, les oficines centrals de la qual són al port de Veracruz; tot i que hi ha dos grups operacionals independents, un per a la costa del Pacífic i un altre per a la costa del golf de Mèxic. La força aèria és administrada per l'exèrcit, i manté 18 bases dins el territori nacional. Les forces armades de Mèxic són les segones més grans de l'Amèrica Llatina i les catorzenes més gran del món.
Les despeses militars de Mèxic en defensa són el 0,5% del seu Producte interior brut. El personal de les forces armades de Mèxic és de 503.777 militars, dels quals 192.770 estan en servei actiu.
La seguretat pública es proveeix en tres nivells, cadascun dels quals té diferents prerrogatives i responsabilitats. Els departaments de policia locals i estatals són els encarregats de l'ordre públic, mentre que la Policia Federal Preventiva és l'encarregada de les tasques especialitzades d'investigació. Tots els nivells són responsables davant la Secretaria o Ministeri de Seguretat Pública. La Fiscalia General, coneguda com a Procuraduria General de la República (PGR), és l'agència del poder executiu encarregada de la investigació i el processament de les accions judicials dels crims a escala federal, sobretot els relacionats amb el narcotràfic, l'espionatge i els robatoris de les institucions bancàries. La PGR està encarregada de l'Agència Federal d'Investigació (AFI), una agència d'investigació i prevenció.
Tot i que el govern respecta els drets humans dels ciutadans, se n'han reportat abusos seriosos en les operacions de seguretat a les comunitats indígenes i els barris pobres de les grans ciutats. La Comissió Nacional dels Drets Humans, tanmateix, ha tingut poca influència per revertir aquesta tendència, documentant-ho tot, però sense fer condemnes públiques dels funcionaris que ignorin les seves recomanacions i declaracions. Segons la llei, tots els acusats gaudeixen dels mateixos drets que els asseguren judicis nets i un tracte humà; tanmateix, el sistema està sobrecarregat i s'enfronta a molts problemes. Malgrat els esforços de les autoritats a combatre el crim i el frau, pocs mexicans tenen confiança en la policia o el sistema judicial i, per tant, no tots els crims es denuncien. El 2008, el president Calderón va proposar una reforma significativa del sistema judicial, la qual va ser aprovada pel Congrés de la Unió, la qual incloïa els judicis orals, la suposició de la innocència de tots els acusats, i l'atorgament d'autoritat dels policies locals per dur a terme investigacions —abans una prerrogativa dels cossos de policia especialitzats— i altres modificacions per accelerar els processos judicials.

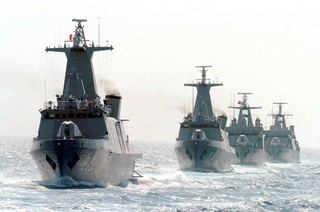
Patrulla oceànica de la Classe Durango de la Marina Mexicana.

Els crims totals per capita en mitjana són 12 per cada 10.000 habitants, ocupen la 39a posició en una enquesta de 60 estats. Els crims violents són un problema seriós; la taxa d'homicidis és d'11 a 14 per cada 100.000 habitants. El narcotràfic i les activitats relacionades són un dels problemes principals de Mèxic. Els càrtels de la droga són molt actius a ambdós costats de la frontera amb els Estats Units; la corrupció de la policia i la col·lusió amb els càrtels ha estat un problema crucial. L'actual president, Felipe Calderón, ha fet de la lluita contra el narcotràfic una de les prioritats principals de la seva administració. En una política controvertida, Calderón va desplegar l'exèrcit a les ciutats on operen els càrtels de la droga. Tot i que aquesta decisió ha estat força criticada pels partits d'oposició i la Comissió dels Drets Humans, i que ha costat més de mil vides de soldats, els seus resultats han estat elogiats per l'Oficina dels Narcòtics i els Afers de l'Ordre Públic dels Estats Units. L'octubre del 2007, el president Calderón i el president estatunidenc George W. Bush van anunciar la Iniciativa Mérida, un pla històric de cooperació entre els dos estats en temes d'ordre públic.

### Divisió administrativa
Els Estats Units Mexicans són una federació de trenta-un estats lliures i sobirans quant al seu règim interior i independents els uns dels altres. El govern de cada estat ha de tenir un sistema congressual de govern presidit per un governador electe cada sis anys, sense possibilitat de reelecció. El poder legislatiu dels estats recau sobre un Congrés dels Diputats unicameral, el nombre de seients del qual depèn de cada estat. La judicatura recau sobre un Tribunal Superior de Justícia. Cada estat té la seva pròpia constitució i codis civil i penal. Cada estat, al seu torn, es divideix en municipis, que poden comprendre un o més pobles o ciutats. Els municipis són també autònoms en llur règim intern i tenen un poder limitat de recaptació fiscal. Els municipis són l'ens autònom de nivell administratiu més petit del país.
La ciutat de Mèxic és el Districte Federal, seu dels poders de govern de la Unió, i capital dels Estats Units Mexicans. Com a districte o territori federal, tradicionalment ha estat administrat directament pel govern de la federació (el president i el Congrés de la Unió); però, des de la dècada de 1990, ha rebut un major grau d'autonomia i els residents en l'actualitat elegeixen un cap de govern i els diputats d'un congrés unicameral anomenat l'«Assemblea Legislativa». El Districte Federal no té constitució pròpia, sinó un Estatut de Govern. Està dividit en setze delegacions, les quals no són completament autònomes, encara que sovint es comparen amb els municipis dels estats.
Els estats de la federació mexicana i el Districte Federal es coneixen de manera conjunta com a «entitats federatives» (entidades federativas, en castellà). Les entitats federatives de Mèxic són:
| - Aguascalientes - Baja California - Baja California Sur - Campeche - Chiapas - Chihuahua - Coahuila - Colima | - Durango - Guanajuato - Guerrero - Hidalgo - Jalisco - Mèxic - Michoacán - Morelos | - Nayarit - Nuevo León - Oaxaca - Puebla - Querétaro - Quintana Roo - San Luis Potosí - Sinaloa | - Sonora - Tabasco - Tamaulipas - Tlaxcala - Veracruz - Yucatán - Zacatecas - Ciutat de Mèxic |

## Economia

### Indicadors econòmics
Mèxic té una economia de lliure mercat orientada a les exportacions. És un país de renda mitjana alta, amb la renda per capita més alta de Llatinoamèrica en termes nominals. Mèxic és la 13a economia més gran del món, d'acord amb el Producte interior brut en paritat de poder adquisitiu, i la segona més gran de Llatinoamèrica, després del Brasil. Després de la crisi de 1994, Mèxic s'ha recuperat ràpidament amb la construcció d'una economia moderna i diversificada. Les administracions recents han millorat les infraestructures i han permès la competència privada en els ports marítims, aeroports, ferrocarrils, les empreses de telecomunicacions, la generació de l'electricitat —de manera limitada— i la distribució de gas natural.

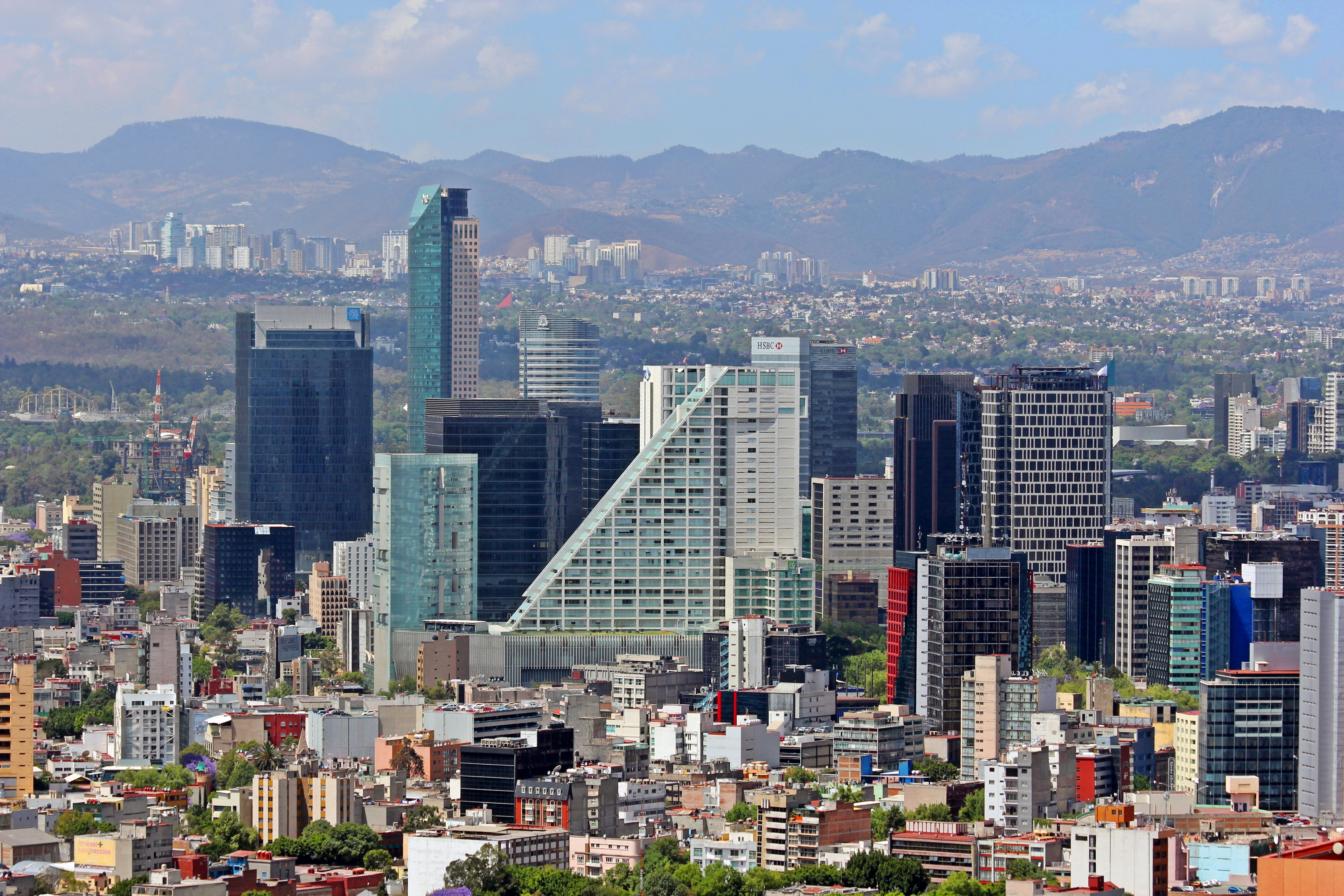
Paseo de la Reforma, districte central de negocis de la ciutat de Mèxic, un dels més grans del món.

Segons l'Informe del 2007/2008 de les Nacions Unides sobre el Desenvolupament Humà, l'11,6% de la població viu en pobresa; i el 3%, en pobresa extrema. La desigualtat de la renda encara és un problema greu, i hi ha divisions entre rics i pobres, el nord i el sud, i les àrees rurals i urbanes. Els contrastos en el desenvolupament humà (IDH) mostren una gran disparitat entre municipis rics —com ara la delegació Benito Juárez, al Districte Federal, o San Pedro Garza García, a Nuevo León— amb un nivell de desenvolupament econòmic, educatiu i de sanitat similar al d'Itàlia, i els més pobres, com ara el municipi de Metlatonoc, a Guerrero, amb el menor nivell d'IDH, similar al de Malawi.

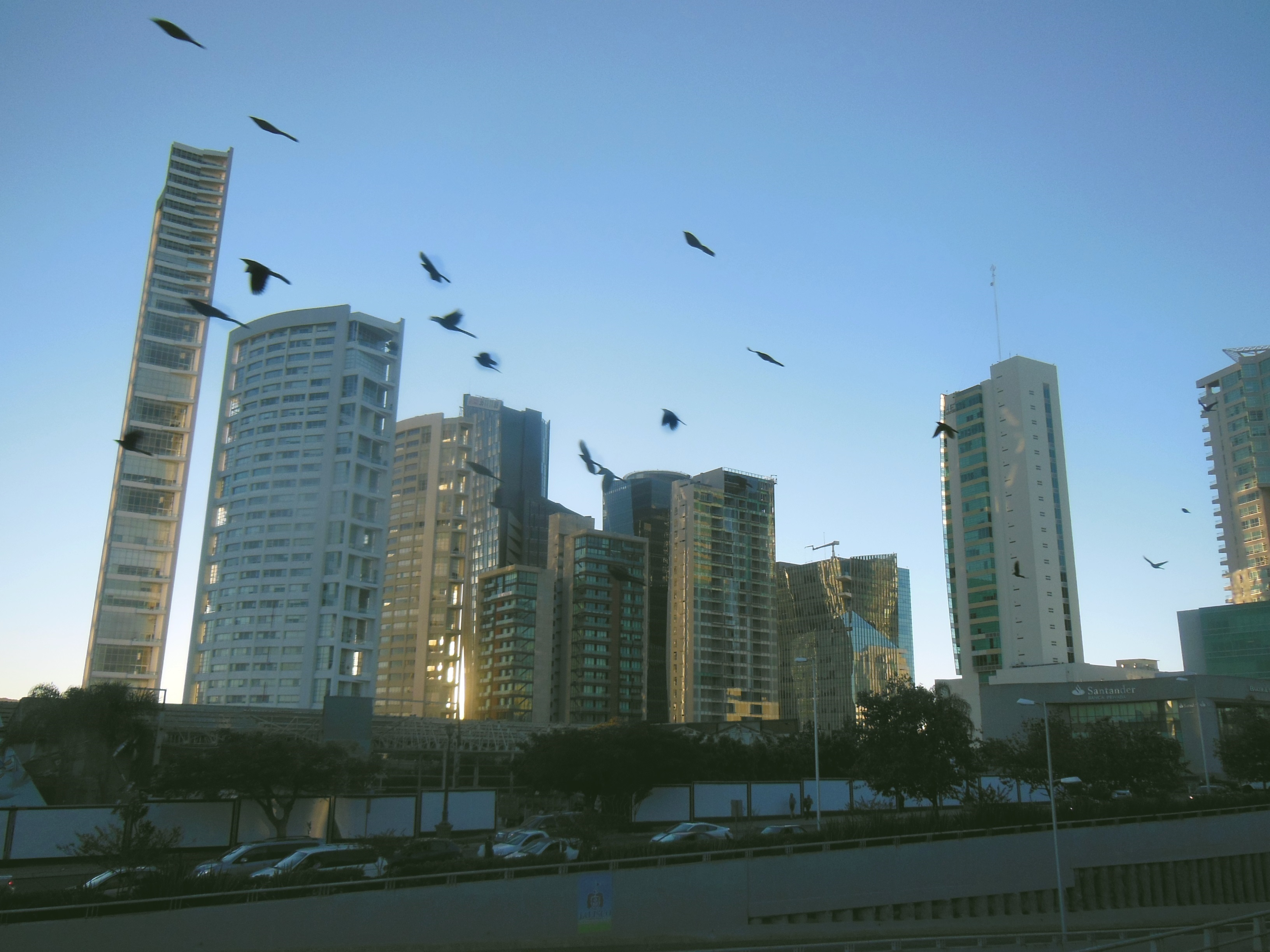
Puerta de Hierro, districte central de negocis de la segona ciutat més gran de Mèxic: Guadalajara.

Molts dels efectes positius en la reducció de la pobresa i l'increment del poder adquisitiu de la classe mitjana han estat atribuïts a l'estabilitat macroeconòmica aconseguida en les últimes dues administracions presidencials. El creixement del PIB anual mitjà de 1995 al 2002 va ser del 5,1%. La desacceleració econòmica dels Estats Units va produir un efecte similar, però més greu, a Mèxic, del qual es va recuperar ràpidament i va créixer el 4,1% el 2004, el 3% el 2005 i el 4,8% el 2006. La inflació s'ha reduït a mínims històrics del 3,3% el 2005, i les taxes d'interès també es troben a mínims històrics, la qual cosa ha estimulat el consum a crèdit de la classe mitjana. L'administració del president Fox va aconseguir l'estabilitat monetària: el dèficit del pressupost es va reduir, i el deute extern ara representa només el 20% del PIB. Mèxic comparteix amb Xile el grau més alt d'inversió basat en el crèdit a llarg termini del deute, de la regió llatinoamericana. La reducció de la pobresa també s'ha produït gràcies a les remeses dels mexicans residents als Estats Units, que han assolit una xifra de 20 mil milions de dòlars per any, i s'han convertit en la segona font més gran de capital estranger.

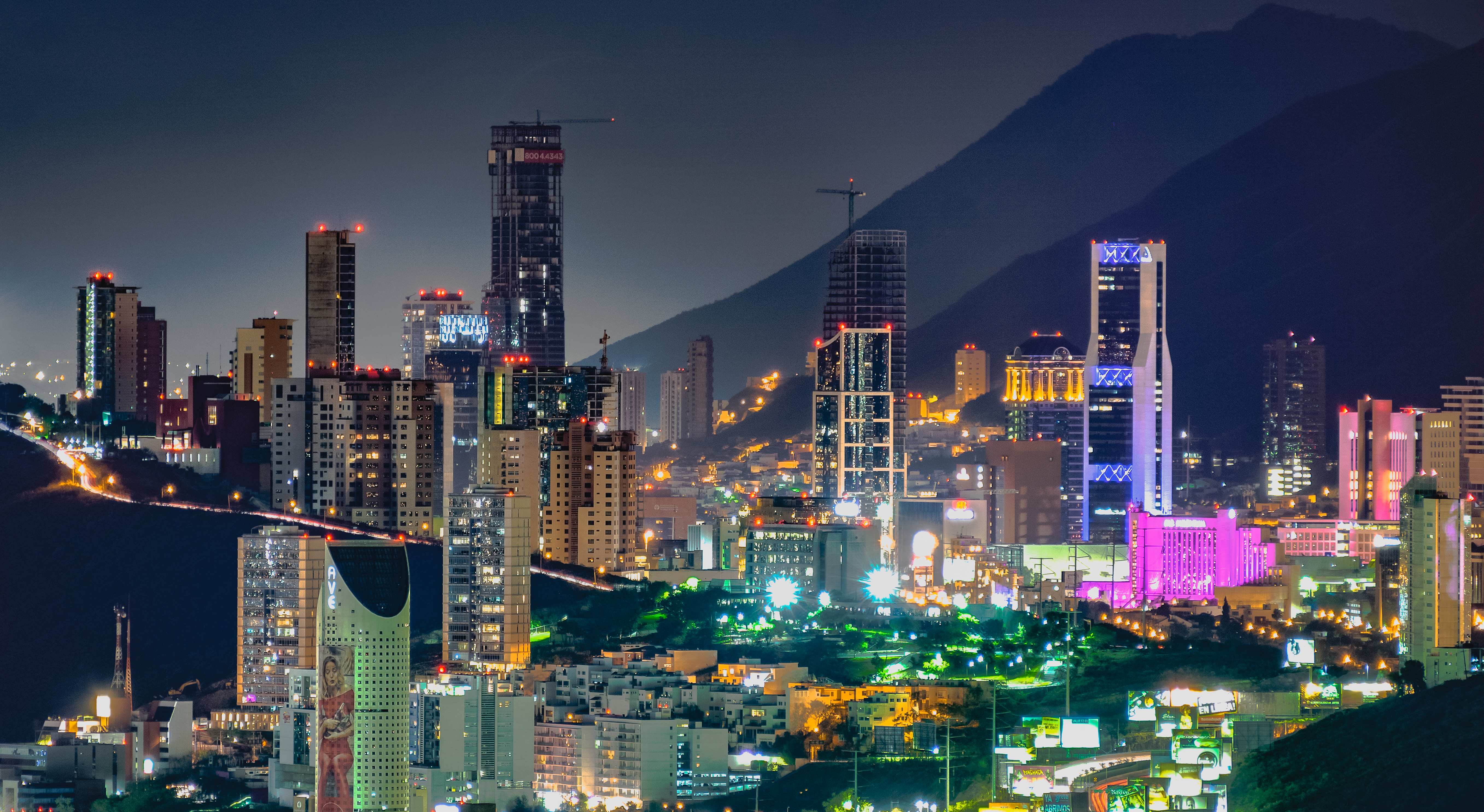
Garza-García, districte central de negocis de Monterrey, tercera ciutat en grandària a Mèxic.

Mèxic és un dels estats més oberts del món, ja que al voltant del 90% del comerç es troba sota les estipulacions de diversos tractats de lliure comerç amb més de 40 països, dels quals la NAFTA, amb els seus veïns nord-americans, és el més influent: gairebé el 90% de les exportacions de Mèxic es dirigeixen als Estats Units o al Canadà i gairebé el 55% de les importacions en provenen. Altres tractats importants que Mèxic ha signat són els tractats amb la Unió Europea, amb el Japó, amb Israel i amb altres estats de Llatinoamèrica. Com a tal, Mèxic s'ha convertit en una potència comercial internacional; és el quinzè exportador més gran del món —el desè si la Unió Europea es considera una sola entitat. De fet, Mèxic exporta més que la suma de les exportacions de tots els estats del Mercosur i Veneçuela.
Les preocupacions econòmiques principals són la dependència comercial i financera dels Estats Units, la distribució inequitativa de la riquesa i la manca d'oportunitats econòmiques per a les comunitats indígenes dels estats del sud.

### Turisme

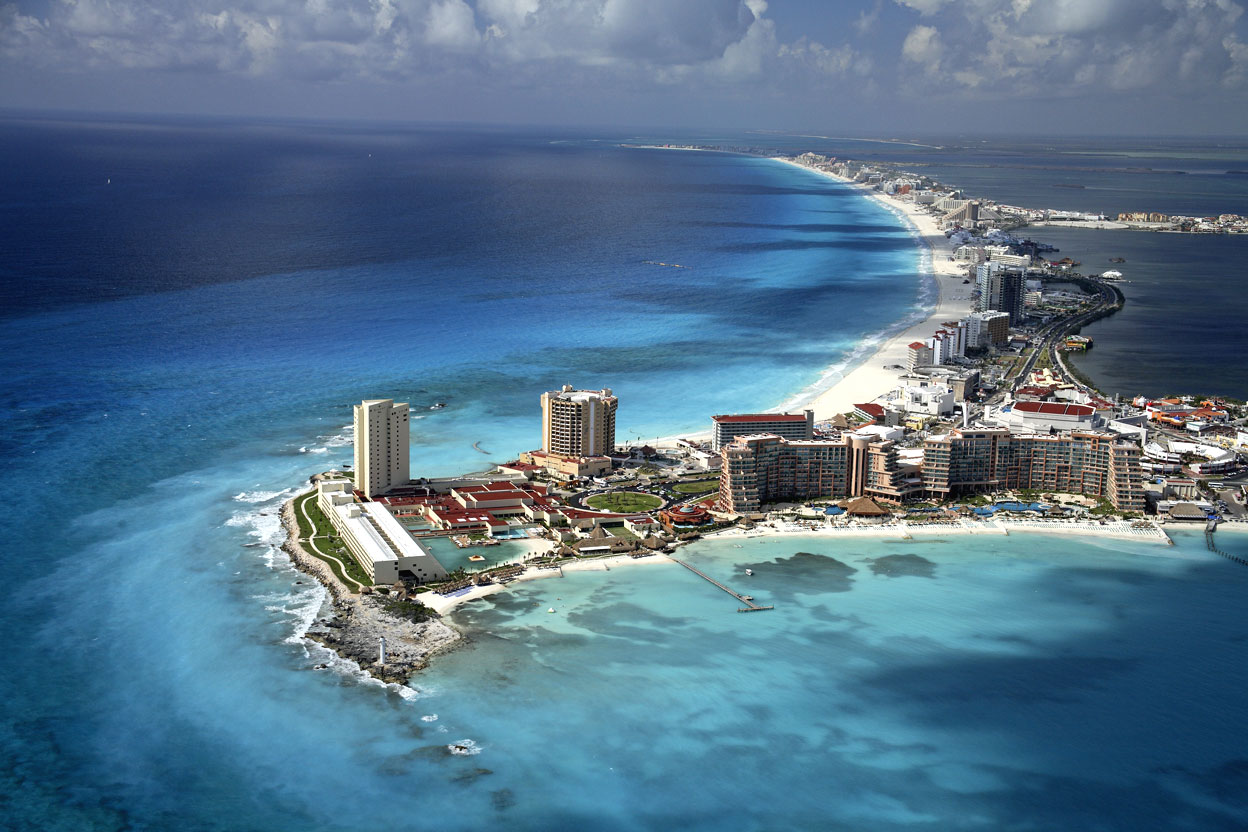
Imatge aèria de Cancun.

Segons l'Organització Mundial de Turisme, Mèxic té una de les indústries del turisme més grans del món. El 2005, va ser la setena destinació turística més visitada del món, amb més de 20 milions de turistes a l'any. El turisme també n'és el tercer component més gran del sector industrial del PIB. Les destinacions turístiques més notables en són les ruïnes mesoamericanes de Teotihuacán, Chichén-Itzá, Tulum i Palenque, així com les platges de Cancun, Acapulco, Puerto Vallarta, Los Cabos, Ixtapa, Playa del Carmen i Huatulco, entre d'altres. Els petits pobles colonials del centre —com ara San Miguel de Allende, Guanajuato o Real de Catorce, així com els centres històrics de les ciutats de Puebla, Querétaro, Morelia, Oaxaca i la ciutat de Mèxic— també són molt populars.

### Infraestructures

#### Energia
Segons la constitució de Mèxic, els recursos naturals són propietat de la nació i, per tant, la producció d'energia és administrada per empreses públiques, de l'estat federal o regionals. La Comisión Federal de Electricidad (CFE) és la institució encarregada de l'operació de les plantes generadores d'energia i la seva distribució a tot el territori; llevat dels estats de Morelos, Mèxic, Hidalgo i el Districte Federal, la distribució d'energia dels quals és a càrrec de la institució Luz y Fuerza del Centro. La major part de l'energia es genera en plantes termoelèctriques, tot i que hi ha diverses plantes hidroelèctriques, eòliques, geotermals i nuclears.
Pemex és l'empresa de l'estat encarregada de l'exploració, l'extracció i el transport de petroli i gas natural, així com de la refinació i la distribució dels derivats del petroli i els petroquímics. Pemex és l'empresa més gran de l'Amèrica Llatina, i la novena empresa petroliera més gran del món. En quantitat de barrils de petroli, el 2007 Pemex en va ser el sisè productor més gran del món —el 2003 n'havia estat el tercer més gran— amb una producció de 3,1 milions de barrils diaris, molt per sobre la producció de Kuwait o Veneçuela.

#### Transport

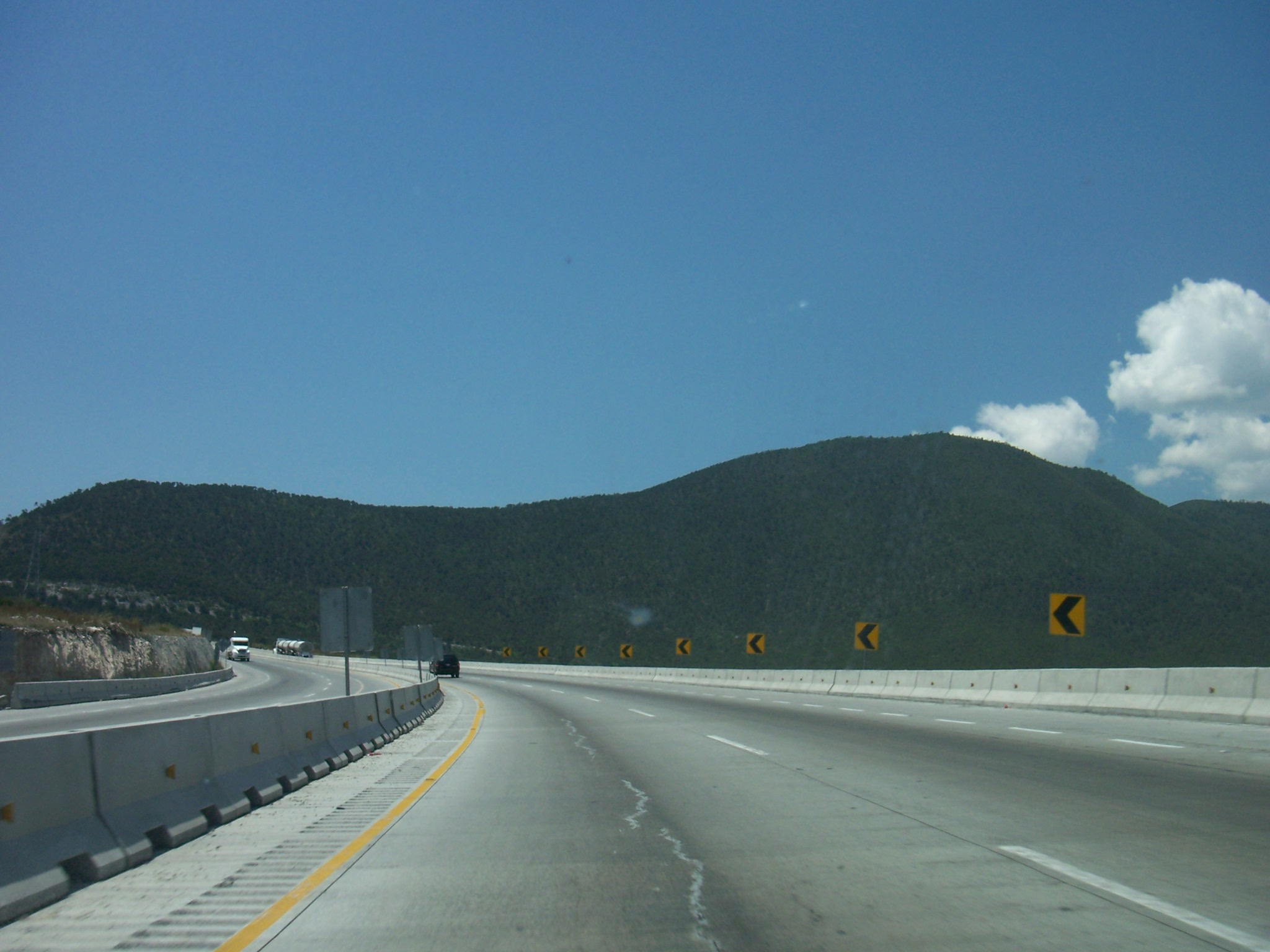
Autopista 57-D, que uneix Nuevo Laredo (frontera amb els Estats Units) amb la ciutat de Mèxic.

La xarxa de carreteres pavimentades de Mèxic és la més extensa de l'Amèrica Llatina, amb una longitud total de 116.802 km el 2005; 10.474 km eren autopistes de més de 4 carrils, la majoria de les quals eren autopistes de concessió i peatge. Tanmateix, l'orografia diversa de Mèxic —la major part del territori està travessat per serralades de gran altitud—, així com les dificultats econòmiques, han impedit que Mèxic creés una xarxa integral de transport. Tot i que ha millorat durant l'última dècada, encara no satisfà les necessitats nacionals de manera adequada.
Mèxic fou un dels primers estats de l'Amèrica Llatina que va promoure el ferrocarril. La xarxa ferroviària té una extensió total de 30.952 km, però el seu funcionament encara és ineficient per a les demandes creixents del país. La major part de la xarxa ferroviària s'utilitza per al transport industrial i no per al transport de persones. Originàriament fou d'una empresa pública, que es va privatitzar el 1997.
El 1999, Mèxic tenia 1.806 aeroports, 233 dels quals tenien pistes pavimentades i 35 s'encarregaven del 97% del trànsit aeri. L'aeroport internacional de la ciutat de Mèxic, Benito Juárez (MEX), és el més gran de l'Amèrica Llatina i el 44è més gran del món, i transporta 25 milions de persones a l'any. Hi ha diverses línies aèries nacionals, tot i que dues són les més grans: Aeroméxico i Mexicana.
El transport intern de persones a Mèxic és modest; la majoria es realitza per una xarxa extensa d'autocars i autobusos. El transport de persones per tren entre diverses regions és molt petit. Les ciutats de Mèxic, Guadalajara i Monterrey han construït ferrocarrils metropolitans. L'àrea metropolitana de la ciutat de Mèxic està unida al centre per mitjà d'un tren suburbà.

#### Telecomunicacions

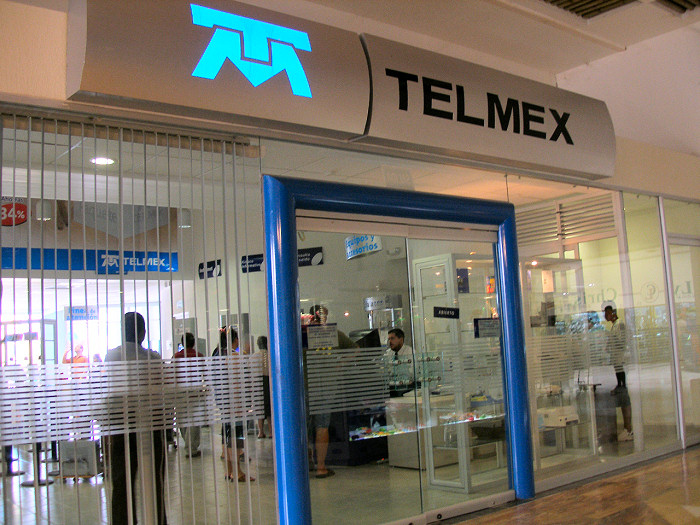
Una sucursal de Telmex a Puerto Vallarta.

La indústria de les telecomunicacions està dominada per Telmex (Teléfonos de México), empresa privatitzada el 1990. El 2006, Telmex havia estès les seves operacions internacionalment a Colòmbia, el Perú, Xile, l'Argentina, el Brasil, l'Uruguai i els Estats Units. Tot i que Telmex té més del 70% del mercat nacional, hi ha altres indústries locals com ara Axtel i Maxcom. Atesa l'orografia mexicana, la penetració de línies fixes per capita és baixa, en comparació amb altres estats de la regió (20%). Per contra, la telefonia mòbil hi té una penetració del 57%. La indústria de les telecomunicacions està regulada per mitjà de la Comisión Federal de Telecomunicaciones.
Hi ha, aproximadament, 1.410 estacions de ràdio i 236 estacions de televisió a Mèxic (excloent-hi les repetidores). La indústria de la televisió es caracteritza per un duopoli a escala nacional, amb la participació de Televisa, la companyia productora en els mitjans de comunicació més gran del món castellanoparlant, i TV Azteca.

## Geografia humana i societat

### Dinàmica de població
A continuació hi ha la població de les 59 zones metropolitanes de Mèxic segons el cens de l'INEGI de 2010:
| Posició   | Posició                   | Àrea Metropolitana                                                                    | Població   | Població   | Població                  | Població |
| Cens 2010 | Variació respecte de 2000 | Àrea Metropolitana                                                                    | Cens 2010  | Cens 2000  | Variació respecte de 2000 |          |
| --------- | ------------------------- | ------------------------------------------------------------------------------------- | ---------- | ---------- | ------------------------- | -------- |
| 01        | =                         | Àrea metropolitana de la Vall de Mèxic                                                | 20.116.842 | 18.396.677 | 9,35                      | Augment  |
| 02        | =                         | Àrea metropolitana de Guadalajara                                                     | 4.434.878  | 3.699.136  | 19,88                     | Augment  |
| 03        | =                         | Àrea metropolitana de Monterrey                                                       | 4.106.054  | 3.381.005  | 21,44                     | Augment  |
| 04        | =                         | Àrea metropolitana de Puebla-Tlaxcala                                                 | 2.728.790  | 2.269.995  | 20,21                     | Augment  |
| 05        | =                         | Àrea metropolitana de la Vall de Toluca                                               | 1.936.126  | 1.540.452  | 25,68                     | Augment  |
| 06        | =                         | Tijuana                                                                               | 1.751.430  | 1.352.035  | 29,54                     | Augment  |
| 07        | =                         | Àrea metropolitana de León                                                            | 1.609.504  | 1.269.179  | 26,81                     | Augment  |
| 08        | =                         | Àrea metropolitana transnacional de Juárez i El Paso                                  | 1.332.131  | 1.218.817  | 9,29                      | Augment  |
| 09        | =                         | Àrea metropolitana de La Laguna                                                       | 1.215.817  | 1.007.291  | 20,70                     | Augment  |
| 10        | (1)                       | Àrea metropolitana de Querétaro                                                       | 1.097.025  | 816.481    | 34,36                     | Augment  |
| 11        | (1)                       | Àrea metropolitana de San Luis Potosí (San Luis Potosí - Soledad de Graciano Sánchez) | 1.040.443  | 850.828    | 22,28                     | Augment  |
| 12        | =                         | Àrea metropolitana de Mérida                                                          | 973.046    | 803.920    | 21,03                     | Augment  |
| 13        | (2)                       | Mexicali                                                                              | 936.826    | 764.602    | 22,52                     | Augment  |
| 14        | (3)                       | Àrea metropolitana d'Aguascalientes                                                   | 932.369    | 727.582    | 28,14                     | Augment  |
| 15        | (2)                       | Àrea metropolitana de Cuernavaca                                                      | 924.964    | 798.782    | 15,79                     | Augment  |
| 16        | (2)                       | Àrea metropolitana d'Acapulco                                                         | 863.431    | 791.558    | 9,07                      | Augment  |
| 17        | (1)                       | Àrea metropolitana de Tampico                                                         | 859.419    | 746.417    | 15,13                     | Augment  |
| 18        | =                         | Àrea metropolitana de Chihuahua                                                       | 852.533    | 696.495    | 22,40                     | Augment  |
| 19        | (1)                       | Àrea metropolitana de Morelia                                                         | 829.625    | 679.109    | 22,16                     | Augment  |
| 20        | (1)                       | Saltillo                                                                              | 823.128    | 637.273    | 29,16                     | Augment  |
| 21        | (2)                       | Àrea metropolitana de Veracruz                                                        | 811.671    | 687.820    | 18,00                     | Augment  |
| 22        | =                         | Àrea metropolitana de Villahermosa                                                    | 755.425    | 600.580    | 25,78                     | Augment  |
| 23        | (1)                       | Reynosa - Río Bravo                                                                   | 727.150    | 524.692    | 38,58                     | Augment  |
| 24        | (1)                       | Àrea metropolitana de Tuxtla                                                          | 684.156    | 523.482    | 30,69                     | Augment  |
| 25        | (4)                       | Cancún                                                                                | 677.379    | 431.128    | 57,11                     | Augment  |
| 26        | (3)                       | Àrea metropolitana de Xalapa                                                          | 666.535    | 554.990    | 20,09                     | Augment  |
| 27        | (1)                       | Àrea metropolitana d'Oaxaca                                                           | 607.963    | 501.283    | 21,28                     | Augment  |
| 28        | (1)                       | Àrea metropolitana de Celaya                                                          | 602.045    | 496.541    | 21,24                     | Augment  |
| 29        | (1)                       | Poza Rica de Hidalgo                                                                  | 513.518    | 467.258    | 9,90                      | Augment  |
| 30        | (3)                       | Àrea metropolitana de Pachuca de Soto                                                 | 512.196    | 375.022    | 36,57                     | Augment  |
| 31        | =                         | Àrea metropolitana de Tlaxcala-Apizaco                                                | 499.567    | 408.401    | 22,32                     | Augment  |
| 32        | (2)                       | Heroica Matamoros                                                                     | 489.193    | 418.141    | 16,99                     | Augment  |
| 33        | (1)                       | Cuautla de Morelos                                                                    | 434.147    | 372.256    | 16,62                     | Augment  |
| 34        | (1)                       | Àrea metropolitana de Tepic                                                           | 429.351    | 342.840    | 25,23                     | Augment  |
| 35        | (3)                       | Àrea metropolitana d'Orizaba                                                          | 427.406    | 381.730    | 11,96                     | Augment  |
| 36        | (1)                       | Àrea Metropolitana Nuevo Laredo–Laredo                                                | 384.033    | 310.915    | 23,51                     | Augment  |
| 37        | (5)                       | Àrea metropolitana de Puerto Vallarta                                                 | 379.886    | 244.536    | 55,34                     | Augment  |
| 38        | (2)                       | Minatitlán                                                                            | 356.137    | 323.389    | 10,12                     | Augment  |
| 39        | (1)                       | Coatzacoalcos                                                                         | 347.257    | 307.724    | 12,84                     | Augment  |
| 40        | (1)                       | Colima - Villa de Álvarez                                                             | 334.240    | 275.677    | 21,24                     | Augment  |
| 41        | (2)                       | Monclova - Frontera                                                                   | 317.313    | 282.853    | 12,18                     | Augment  |
| 42        | (2)                       | Córdoba                                                                               | 316.032    | 276.553    | 14,27                     | Augment  |
| 43        | =                         | Àrea metropolitana de Zacatecas (Zacatecas - Guadalupe)                               | 309.660    | 242.720    | 27,57                     | Augment  |
| 44        | =                         | Tehuacán                                                                              | 296.899    | 240.507    | 23,44                     | Augment  |
| 45        | (1)                       | Àrea metropolitana de Zamora-Jacona                                                   | 250.113    | 216.048    | 15,76                     | Augment  |
| 46        | (1)                       | Àrea metropolitana de Pénjamo-La Piedad                                               | 249.512    | 229.372    | 8,78                      | Augment  |
| 47        | =                         | Àrea metropolitana de Tulancingo                                                      | 239.579    | 193.638    | 23,72                     | Augment  |
| 48        | (1)                       | Àrea metropolitana de Tula                                                            | 205.812    | 169.901    | 21,13                     | Augment  |
| 49        | (1)                       | Guaymas                                                                               | 203.430    | 180.316    | 12,81                     | Augment  |
| 50        | (2)                       | San Francisco del Rincón                                                              | 182.365    | 145.017    | 25,75                     | Augment  |
| 51        | (1)                       | Piedras Negras                                                                        | 180.734    | 151.149    | 19,57                     | Augment  |
| 52        | (1)                       | Santo Domingo Tehuantepec                                                             | 161.337    | 145.567    | 10,83                     | Augment  |
| 53        | (2)                       | Tianguistenco                                                                         | 157.944    | 127.413    | 23,96                     | Augment  |
| 54        | =                         | Tecomán                                                                               | 141.421    | 127.863    | 10,60                     | Augment  |
| 55        | (1)                       | Ocotlán                                                                               | 141.375    | 125.027    | 13,07                     | Augment  |
| 56        | (3)                       | Río Verde - Ciudad Fernández                                                          | 135.452    | 128.935    | 5,05                      | Augment  |
| 57        | (1)                       | Teziutlán                                                                             | 122.500    | 102.727    | 19,24                     | Augment  |
| 58        | (1)                       | Acayucan                                                                              | 112.996    | 102.992    | 9,71                      | Augment  |
| 59        | =                         | Àrea metropolitana del Sud de Guanajuato (Moroleón - Uriangato)                       | 108.669    | 100.063    | 8,60                      | Augment  |

Mèxic és l'estat amb més castellanoparlants del món, amb una població de 104 milions d'habitants, i és el segon estat més poblat de l'Amèrica Llatina, després del Brasil.
El creixement anual de la població mexicana ha decrescut dràsticament des del 3,5%, el 1965, a només el 0,99%, el 2005. L'esperança de vida el 2006 va ser estimada en 75,4 anys (72,6 els homes i 78,3% les dones). Els estats amb l'esperança de vida més alta en són Baixa Califòrnia (75,9) i Nuevo León (75,6). Els estats amb l'esperança de vida més baixa en són Chiapas (72,9), Oaxaca i Guerrero (73,2). La taxa de mortalitat el 1970 n'era de 9,7 per cada 1.000 persones; el 2001 n'era només de 4,9 homes i 3,8 dones per 1.000 persones.
La població mexicana és majoritàriament urbana (amb més del 75% de la població que viu en àrees urbanes). Les àrees urbanes més poblades de Mèxic (ciutat de Mèxic, Guadalajara, Monterrey, Puebla i Toluca) agrupen el 30% de la població del país. Els patrons de migració encara mostren una migració positiva cap als estats del nord-oest i el sud-est, i una migració negativa des del Districte Federal. Encara que la taxa de creixement anual encara és positiva, la taxa neta de migració nacional és negativa (-4,7/1.000), atès el fenomen migratori intens de la població rural cap als Estats Units.

### Etnografia i immigració
Mèxic és ètnicament divers i la constitució defineix al país com a «nació pluricultural». Llevat dels pobles indígenes, el govern mexicà no classifica la població ètnicament. S'estima que el 77% de la població és mestissa, és a dir, d'ascendència europea i indígena. El 12% és indígena segons fonts governamentals, encara que altres fonts indiquen que el 30% és predominantment indígena (la població indígena és molt diversa; oficialment el govern reconeix 62 pobles indígenes). El 9-17% n'és d'ascendència completament europea (principalment d'Espanya, Itàlia, Alemanya, el Regne Unit, França, Rússia i Polònia). Altres grups d'immigrants són turcs, japonesos, libanesos, coreans i xinesos. A Mèxic també van immigrar un nombre considerable d'argentins, colombians, xilens, cubans, centreamericans i brasilers, ja que el país tenia una política molt assequible per tal que els llatinoamericans obtinguessin asil polític quan aquests estats estaven experimentant guerres civils i persecució política. Mèxic té la comunitat argentina a l'estranger més gran del món.
A Mèxic viu el nombre més gran de ciutadans estatunidencs expatriats, estimats en més d'un milió, és a dir, l'1% de la població total de Mèxic, i el 25% del total de tots els estatunidencs a l'estranger. Això pot ser causa de la integració econòmica i demogràfica d'ambdós països sota el tractat de Lliure Comerç d'Amèrica del Nord (NAFTA).

### Llengües

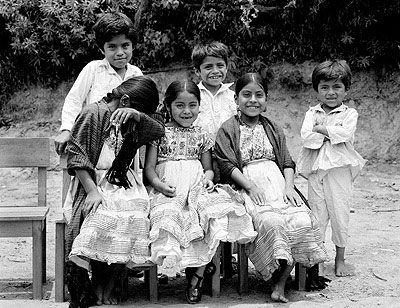
Nens chatins de Mèxic.

Mèxic és el país castellanoparlant més poblat del món, amb més del doble de població que Espanya, Colòmbia o l'Argentina. De fet, un terç de tots els castellanoparlants del món viuen a Mèxic. El 98,8% de la població mexicana parla el castellà; l'1,7% parla el mexicà i el 0,8% parla el yucatec. Segons les dades de l'últim cens lingüístic (2000), el 7,1% de la població mexicana —és a dir, al voltant de la meitat del total de la població indígena— parla alguna llengua ameríndia, i l'1,2% no parla el castellà.
Tot i que la constitució de Mèxic no estableix cap llengua oficial, el castellà n'és la llengua oficial de facto, i la llengua nacional de l'estat. Tanmateix, també en són llengües nacionals les 67 llengües indígenes minoritàries, segons la Llei General dels Drets Lingüístics dels Pobles Indígenes, publicada el 2001. Segons aquesta llei, les llengües ameríndies tenen la mateixa validesa que el castellà als territoris on es parlen, i els indígenes gaudeixen del dret de sol·licitar alguns documents oficials en llurs llengües. La llei atorga l'estatus de llengua nacional a totes les llengües ameríndies que es parlen al territori mexicà sense importar-ne el nombre de parlants —algunes de les quals no arriben als 100 parlants— i sense importar-ne l'origen. Així doncs, es reconeixen les llengües dels indígenes desplaçats dels Estats Units —com ara els kickapoo— i dels pobles indígenes refugiats de Guatemala.
L'anglès s'utilitza àmpliament en els negocis, i per a la majoria dels immigrants estatunidencs que resideixen a Mèxic (l'1% de la població total), especialment als estats de la Baixa Califòrnia, Baixa Califòrnia Sud, Nuevo León, Guanajuato i el Districte Federal. A més de l'anglès, destaquen el vènet, parlat per la comunitat de Chipilo a l'estat de Puebla, el plautdietsch, en les diverses comunitats mennonites dels estats de Chihuahua i Durango, i en menys proporció el francès, l'alemany, el xinès, l'hebreu i l'àrab; i també el català, el basc i el gallec dels refugiats de la Guerra Civil espanyola. Tot i que algunes d'aquestes llengües s'hi han parlat per més d'un segle, i el nombre de parlants d'algunes llengües estrangeres supera el nombre de parlants d'algunes llengües indígenes, cap d'aquestes llengües no hi està reconeguda oficialment.

### Religió

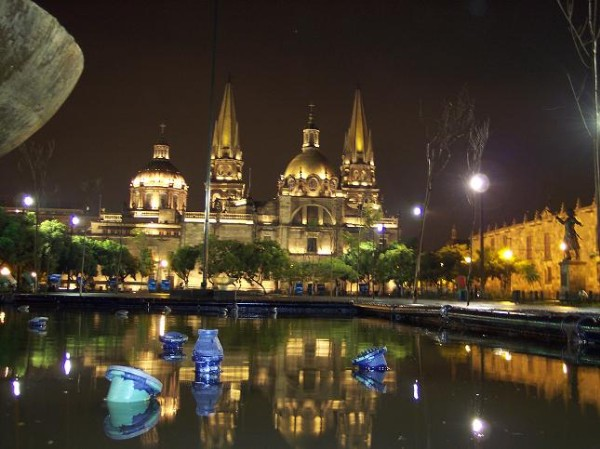
Catedral Metropolitana de Guadalajara.

No hi ha cap religió oficial a Mèxic i, a diferència d'altres estats llatinoamericans, la constitució de 1917 i les lleis anticlericals subsegüents van posar limitacions estrictes a l'Església i a la seva influència en els afers polítics. A més a més, el govern no proveeix recursos econòmics per a l'Església catòlica i aquesta no pot participar en l'educació pública, que ha de ser completament laica. Els sacerdots perdien el dret a votar i a ser votats, i les propietats de l'Església passaven a mans de l'estat. Algunes d'aquestes restriccions van ser eliminades el 1992, com ara la concessió dels drets de propietat, el dret a votar dels sacerdots, així com el límit del nombre total de sacerdots al país.
Tot i així, segons l'últim cens (2002), el 89% de la població mexicana es considera catòlica, encara que només el 47% és practicant. El 6% de la població és protestant, dels quals els grups dels pentecostals i els carismàtics són els més nombrosos. L'1% de la població s'adheria a la fe dels Testimonis de Jehovà, el 0,8% pertany a una altra religió i el 3,2% es considera ateu o no creient.
Encara que cap religió prehispànica no hi ha sobreviscut, a les comunitats indígenes el catolicisme ha fet un sincretisme amb elements amerindis.

### Educació

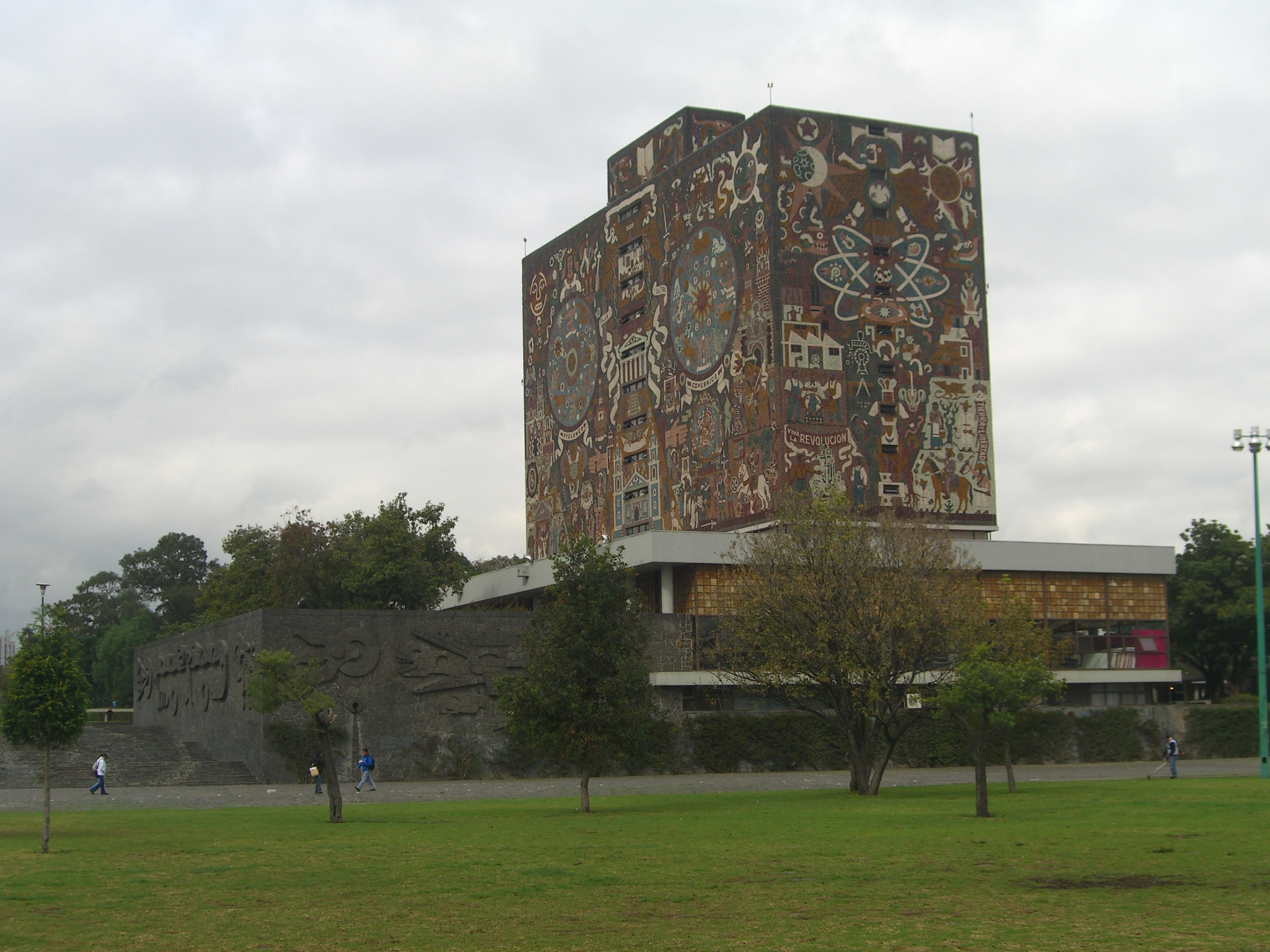
UNAM.

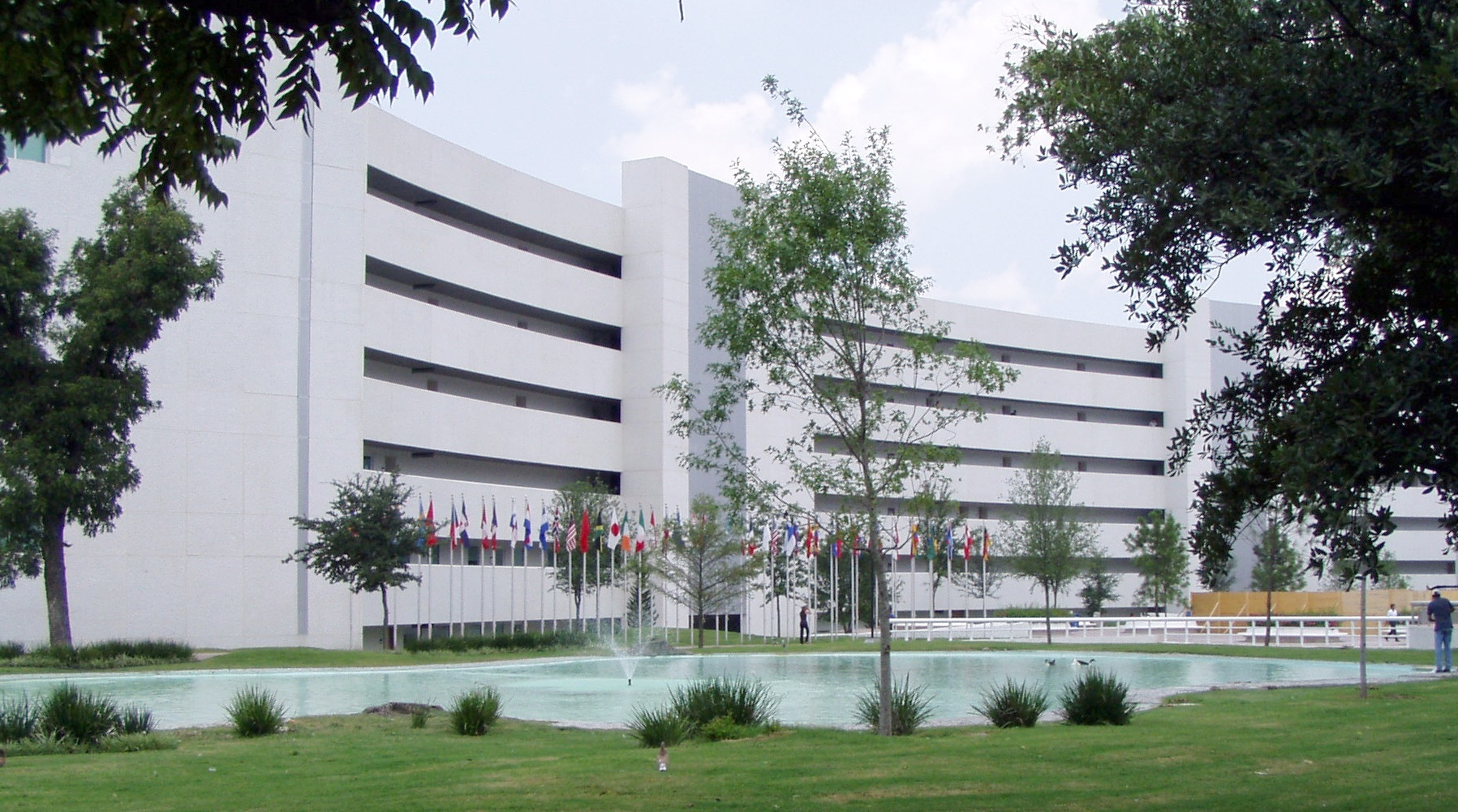
Tecnològic de Monterrey.

Mèxic ha assolit la millora del nivell educatiu durant les últimes dues dècades. El 2004 la taxa d'alfabetització general era del 92,2%, i la taxa d'alfabetització juvenil era del 96%. L'educació primària i secundària són gratuïtes i obligatòries. Encara que els programes d'educació bilingüe han existit des de la dècada de 1960 en les comunitats indígenes, després d'una esmena constitucional durant la dècada de 1990, els programes s'han estès i els llibres de text gratuïts actualment es produeixen en moltes llengües indígenes.
Durant la dècada de 1970, Mèxic va establir un sistema d'educació a distància per satèl·lit per a les comunitats rurals i indígenes. Les escoles que utilitzen aquest sistema es coneixen com a telesecundarias. La programació educativa també es transmet a alguns estats de Centreamèrica i Colòmbia, i a algunes regions del sud dels Estats Units com a mètode d'ensenyament bilingüe. Actualment hi ha unes 30.000 telesecundarias amb un milió d'estudiants.
La universitat pública més gran i prestigiosa de Mèxic, amb més de 200.000 alumnes, és la Universitat Nacional Autònoma de Mèxic (UNAM), i és la més antiga d'Amèrica, fundada el 1551. Els tres premis Nobels del país i la majoria dels presidents de l'època moderna hi van estudiar. La UNAM fa el 50% de la recerca científica del país. Va ser catalogada en la posició 74 a escala mundial, i en la primera posició de totes les universitats de parla castellana i portuguesa. La segona universitat pública més important és l'Instituto Politécnico Nacional (IPN).
La universitat privada més prestigiosa és el Tecnològic de Monterrey, amb la setena posició al rànquing del Wall Street Journal per a les escoles de negocis del món. Opera en tot el país amb trenta-dos campus satèl·lits. Altres universitats privades són l'Institut Tecnològic Autònom de Mèxic, la Universitat de les Amèriques i la Universitat Iberoamericana.

### Ciència i tecnologia

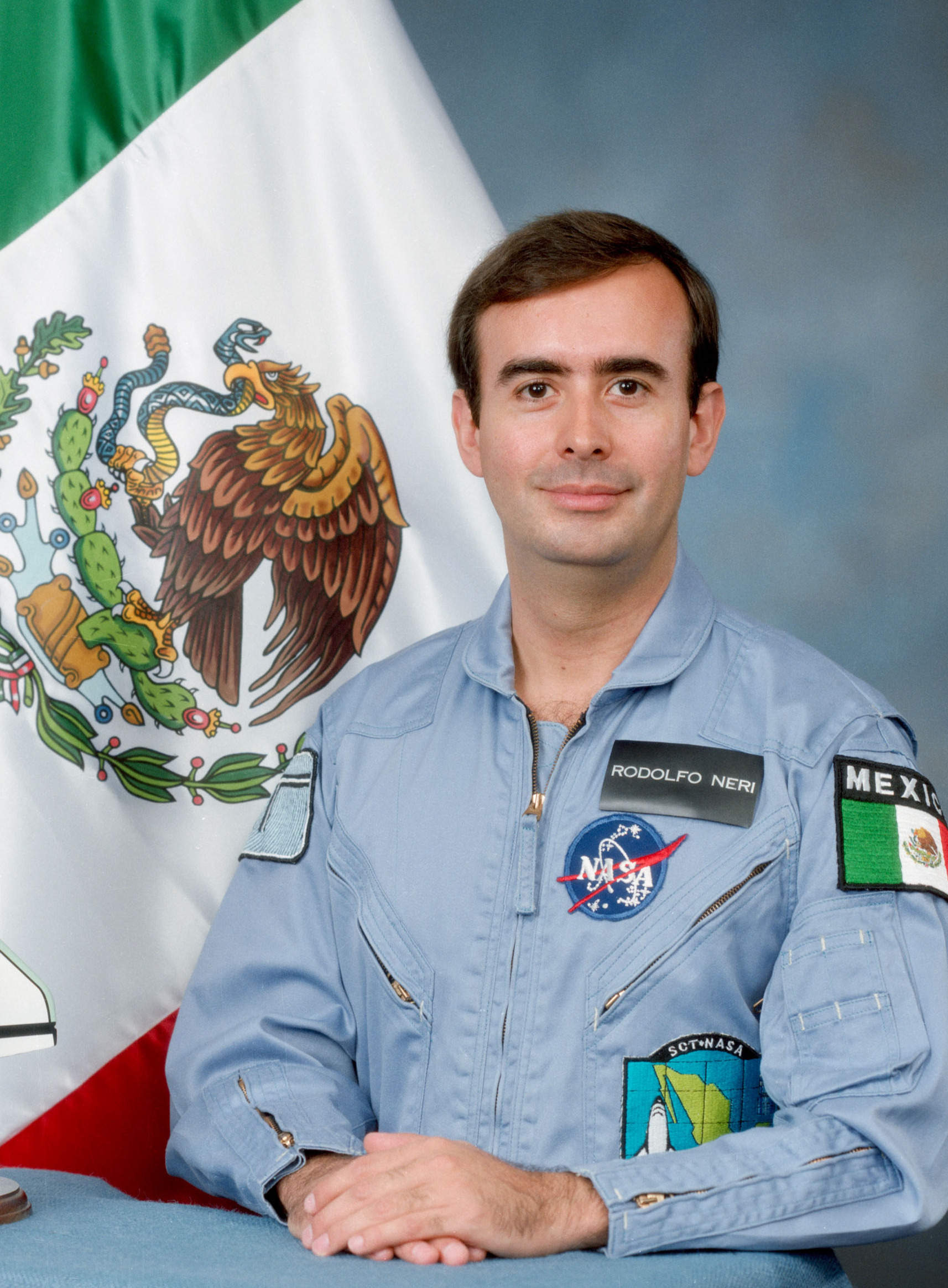
Rodolfo Neri Vela, primer astronauta mexicà.

Alguns dels enginyers i científics més reconeguts de Mèxic són Luis E. Miramontes, coinventor de la píndola anticonceptiva, i Guillermo González Camarena, creador de l'adaptador cromoscòpic per a la televisió, el primer sistema de transmissió a color per televisió. Rodolfo Neri Vela va ser el primer i únic mexicà que va viatjar a l'espai en la missió STS-61-B el 1985. El doctor Mario J. Molina, premi Nobel de química, actualment col·labora amb projectes de reducció de contaminants de la vall de Mèxic.
L'últim projecte científic a gran escala de Mèxic va ser la construcció del gran telescopi mil·limètric (GTM), el telescopi d'obertura única més gran i més sensible del món, localitzat a l'estat de Puebla, a prop del pic d'Orizaba. Va ser dissenyat per observar les regions de l'espai enfosquides per la pols estel·lar.
No obstant això, el govern actualment inverteix molt poc en ciència i tecnològica, únicament el 0,31% del seu PIB, un percentatge molt baix en comparació amb altres estats membres de l'OCDE. Mèxic té el percentatge més baix d'investigadors dels estats de l'OCDE: 6 per cada 10.000 habitants, i només un doctorat per cada milió d'habitants estudia a Mèxic. A més a més, hi ha una greu disparitat regional en la distribució dels recursos per a la recerca científica: el 75% dels estudis de doctorat nacional es realitzen a la ciutat de Mèxic.

### Sanitat
Des de la dècada de 1990, Mèxic ha entrat en una etapa de transició quant als indicadors de salut de la població; des d'aleshores, Mèxic presenta patrons de mortalitat que s'assemblen als dels països desenvolupats. Les taxes de morbiditat per a les malalties típiques dels països pobres es van reduir substancialment. Tot i així, el govern reconeix que aquesta transició és incompleta: l'estatus més pobre de la població encara presenta malalties relacionades amb condicions d'habitatge insalubres, dietes inadequades i poc accés als serveis de salut, sobretot a les comunitats rurals i indígenes. De fet, hi ha diferències notables en les condicions de salut entre les àrees urbanes i rurals.

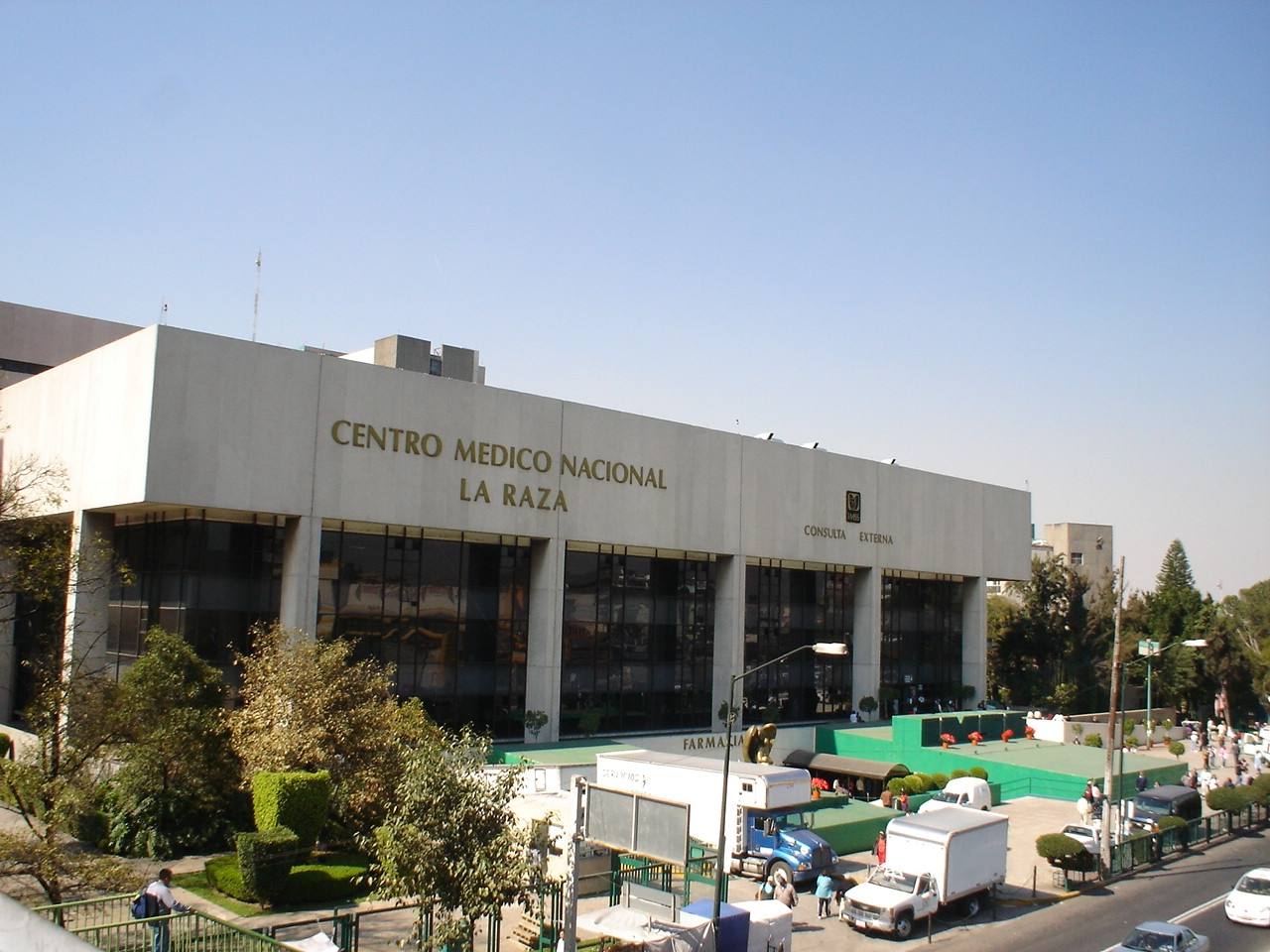
Centre de Salut «La Raza» de l'IMSS.

Els serveis de salut estan subvencionats i disponibles per a tots els mexicans, i estan gestionats mitjançant l'Institut Mexicà de Seguretat Social (IMSS), l'Institut de Seguretat i Serveis Socials per als Treballadors de l'Estat (ISSSTE), i els hospitals i clíniques per als membres de les forces armades. La cobertura de seguretat social és gratuïta per a tots els treballadors del sector formal i les seves famílies, el percentatge del qual ha oscil·lat al voltant del 50% de la població mexicana. Els treballadors del sector informal —la població «oberta»— accedeixen als serveis de salut mitjançant diverses agències del govern, com ara IMSS-Oportunidades (abans, IMSS-Solidaritat). El sistema s'ha descentralitzat i les operacions són gestionades pels estats de la federació. L'administració del president Fox va implementar un programa d'«Assegurança Popular» per a totes les persones de recursos escassos, en atur i els autònoms que no reben cobertura de cap institució de seguretat social.

## Cultura i lleure

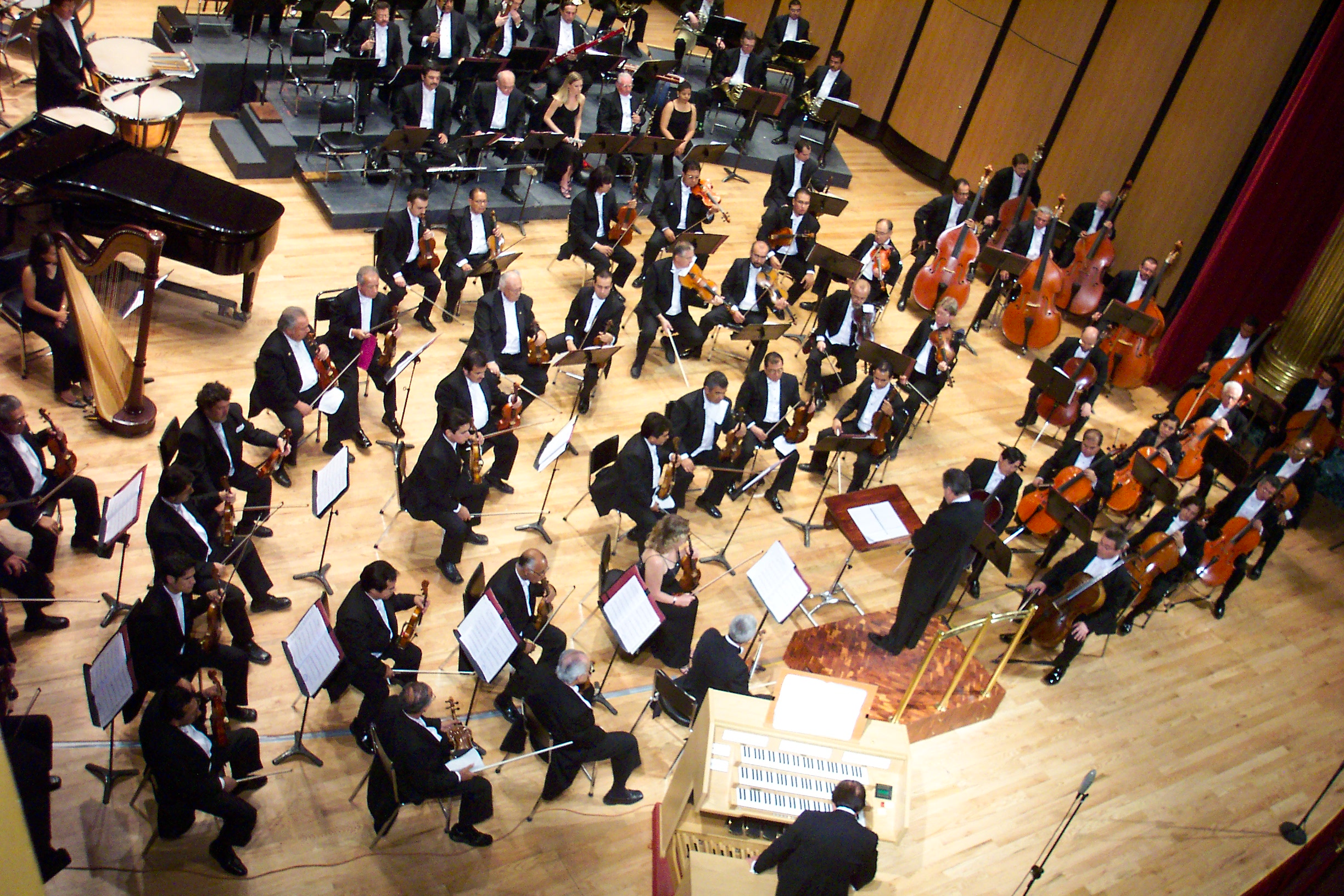
Orquesta Filharmònica de Guadalajara, Jalisco.

La cultura mexicana és el resultat d'una sèrie de processos d'intercanvi d'idees violents i pacífics, així com de l'assimilació d'elements culturals exògens i la reinterpretació dels elements culturals endògens. Mostra una mescla rica, i alhora complexa, de tradicions indígenes, espanyoles i, fins i tot, estatunidenques. Com va ser el cas de la majoria dels estats llatinoamericans, quan Mèxic es va independitzar va crear, lentament, una identitat nacional pròpia que continuava sent un país multiètnic.

### Gastronomia
Des de fa més de 3.000 anys, els elements més importants de la dieta mexicana han estat el blat de moro, les mongetes, els pebrots picants o xilis, el tomàquet i el carbassó. Tot i així, el menjar mexicà tal com es coneix en l'actualitat es va formar amb la fusió d'elements europeus portats pels colonitzadors espanyols i els autòctons. El blat de moro continua sent l'element més important de la dieta mexicana, sovint presentat en forma de tortilla, un tipus de pa pla i prim elaborat amb una massa tractada amb una substància alcalina com ara la calç. Quan hom hi posa algun tipus de carn (vedella, pollastre o porc) es crea un taco, potser un dels elements més coneguts del menjar mexicà a l'exterior. Els mexicans també creen salses amb diferents xilis en l'elaboració de guisats o sopes. Altres elements importants són l'arròs, l'alvocat i la xocolata —aquesta última originària de Mèxic. Quant a les begudes, són molt comunes les aguas frescas (literalment, «aigües fresques»), begudes de diferents sabors com ara la rosa de Jamaica, l'orxata d'arròs, el tamarinde, a més de la tradicional llimonada.
En la creació de plats elaborats, la cuina mexicana mostra una gran varietat regional. A Puebla es van originar el mole poblano —una salsa espessa feta amb molts tipus de xilis i pebrots, ametller, sèsam i altres llavors, espècies i cacau—, que se serveix amb pollastre, així com els chiles en nogada, un pebrot poblano (picant) farcit amb diferents tipus de carn i diferents tipus de fruita i coberts amb nogada i llavors de magrana. De Yucatán és la cochinita pibil, carn de porc rostida lentament marinada en suc cítric i arxiota, envoltat per una fulla de plàtan. A l'Altiplà Mexicà es va originar la barbacoa —tradicional de l'Hidalgo— que a Mèxic es refereix al mètode de fer un pou d'1,5 metres de profunditat omplert amb pedres calentes on es posa corder o cabrit marinat en pebrots i espècies, amb fulles de maguei, i després es cobreix tot amb fusta o carbó. Altres plats típics són el pozole i les enchiladas.

### Les arts

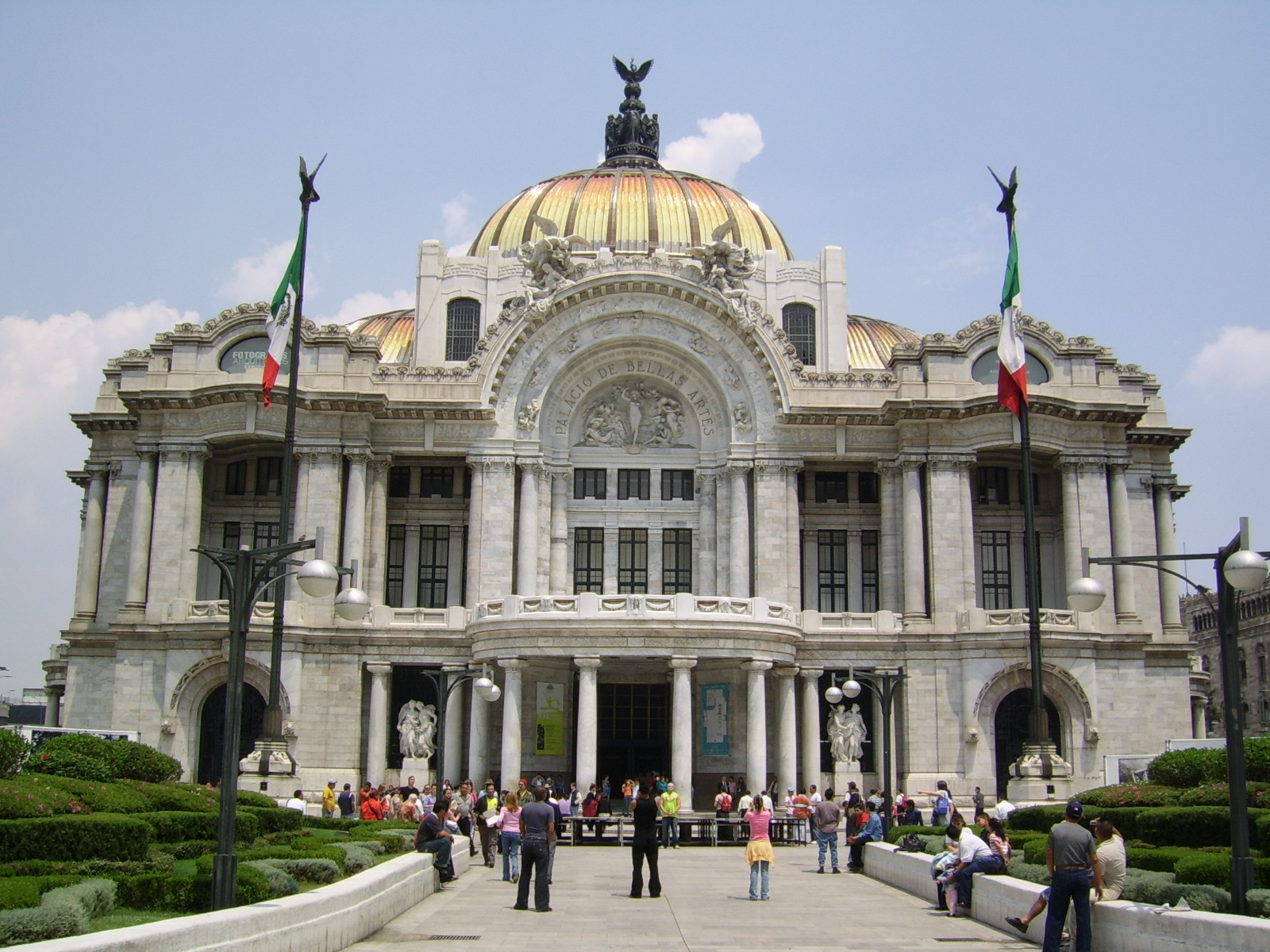
Palau de Belles Arts.

L'art postrevolucionari a Mèxic va trobar la seva expressió en les obres d'artistes reconeguts com Frida Kahlo, Diego Rivera, José Clemente Orozco, Rufino Tamayo i David Alfaro Siqueiros, entre d'altres. Diego Rivera és l'artista mexicà més reconegut del muralisme contemporani. Alguns dels seus murals es troben al Palau Nacional, al Palau de Belles Arts, a hospitals i fins i tot al Centre Rockefeller dels Estats Units.
En la literatura destaquen Carlos Fuentes, Juan Rulfo, Juana Inés de la Cruz, Elena Poniatowska, José Emilio Pacheco i Octavio Paz, guanyador del premi Nobel de literatura. Quant a la música popular endògena, destaquen els gèneres autòctons com el mariatxi, banda, duranguense, ranxera, norteño i els corridos populars. Pel que fa a la música acadèmica, destaquen Manuel M. Ponce, Mario Lavista, Silvestre Revueltas i Juventino Rosas, alguns dels quals van incorporar elements tradicionals i folklòrics en llurs composicions.
L'era d'or del cinema mexicà van ser les dècades de 1940 i 1950, amb actors com Pedro Infante, María Felix, Dolores del Río, Jorge Negrete i Cantinflas. La resurrecció del cinema mexicà a escala internacional va començar amb Como agua para chocolate (1992), seguit de Cronos (1993). Altres pel·lícules mexicanes recents són Amores perros (2000), Y tu mamá también (2001), i les coproduccions d'El laberinto del fauno i Babel (2006), dels directors Guillermo del Toro i Alejandro González Iñárritu, respectivament. El director mexicà Alfonso Cuarón va dirigir Harry Potter i el presoner d'Azckaban.

### Esports

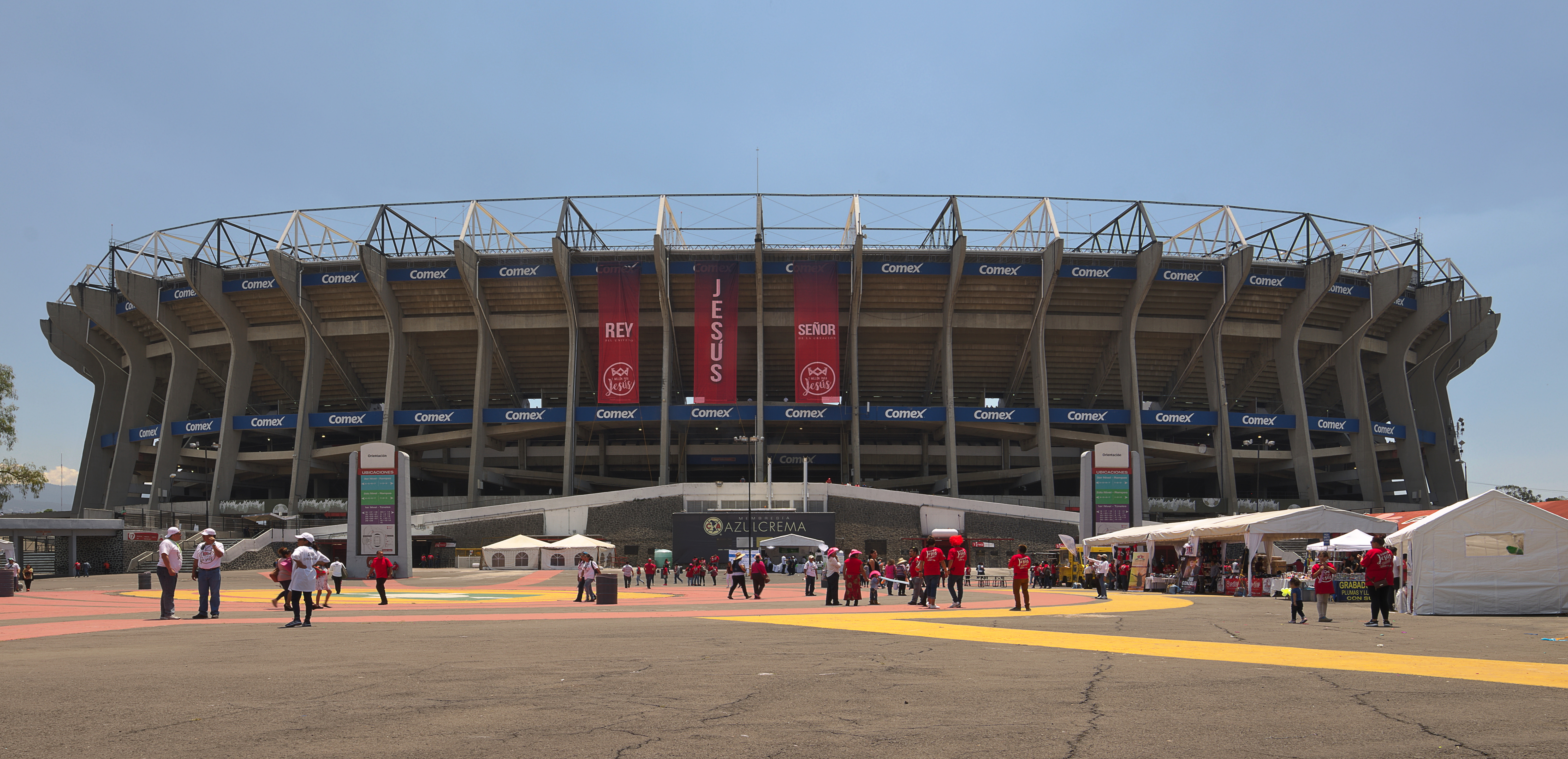
Estadi Azteca, el sisè estadi esportiu més gran del planeta.

Mèxic va ser seu dels Jocs Olímpics d'estiu el 1968, i de la Copa del Món de Futbol de la FIFA el 1970 i el 1986. L'esport nacional de Mèxic és la charrería. La tauromàquia també és molt popular. La Monumental és la plaça de bous més gran del món, amb capacitat per a 50.000 persones.
L'esport més popular, tanmateix, és el futbol, amb dues lligues de primera divisió nacional. El beisbol, també és molt popular, sobretot als estats del golf de Mèxic i el nord. La temporada de beisbol de la Lliga Nacional comença el març i acaba l'agost de cada any. La Lliga del Pacífic (dels estats de Sinaloa, Sonora i la Baixa Califòrnia) participen en les Sèries del Món i les Sèries del Carib. El bàsquet i el futbol americà també hi són molt populars. La pesca esportiva es practica a Baixa Califòrnia Sud i als centres turístics del Pacífic. Les sèries de Champ Car tenen lloc a l'autòdrom Hermanos Rodríguez de la ciutat de Mèxic, i al parc Fundidora de Monterrey.
També és molt popular l'atletisme, sobretot la marxa atlètica, la qual anomenen caminata.